# Le Verdon-sur-Mer
Pour les articles homonymes, voir Verdon.
Le Verdon-sur-Mer est une commune du Sud-Ouest de la France, située dans le département de la Gironde, en région Nouvelle-Aquitaine.

## Géographie

### Localisation
Le Verdon-sur-Mer a une situation géographique particulière : de forme triangulaire, elle se situe à la rencontre de l'estuaire de la Gironde et de l'océan Atlantique, à l'extrémité nord de la presqu'île du Médoc.
La commune est la plus septentrionale des Landes de Gascogne. Elle fait face aux côtes charentaises et à la ville de Royan, distante de 9,5 km, à laquelle on accède par un bac. Proche de Soulac-sur-Mer, dont elle est distante de 5,8 km, elle est en outre à 12,7 km de Saint-Vivien-de-Médoc, 28,2 km de Lesparre-Médoc et 86,8 km de Bordeaux, la préfecture départementale et régionale.
Appartenant au « Midi atlantique », au cœur de l'Arc atlantique, elle est partie intégrante du Grand Sud-Ouest français.
Le Verdon-sur-Mer est une petite station balnéaire disposant de deux plages surveillées : l'une sur l'océan, l'autre sur l'estuaire, ainsi que d'un port de plaisance aménagé en 2004 : Port Médoc, et un plus ancien, Port Bloc, où arrive le bac de Royan.

### Communes limitrophes
Les communes de Saint-Georges-de-Didonne et Meschers-sur-Gironde sont sur la rive droite de l'estuaire de la Gironde, dont la limite avec l'océan (entre domaines publics fluvial et maritime) est une ligne droite reliant la pointe de Grave à la pointe de Suzac. Le Verdon-sur-Mer fait aussi face à la commune de Royan, plus au nord.
Au large, sur un îlot rocheux, le phare de Cordouan, construit entre 1584 et 1611 et rehaussé en 1789, marque l'entrée de l'estuaire et appartient à la commune.
|                  |                | Saint-Georges-de-Didonne (Charente-Maritime) |
| Océan Atlantique | Verdon-sur-Mer | Meschers-sur-Gironde (Charente-Maritime)     |
|                  | Soulac-sur-Mer |                                              |

### Hameaux et lieux-dits
Le Verdon-sur-Mer est une station balnéaire comprenant six plages : la plage fluviale de la Chambrette, la plage océane de Saint-Nicolas, et quatre plages océanes sauvages et non surveillées : la plage des Arros aux confins de Soulac-sur-Mer (terminus du petit train touristique circulant sur les anciennes voies ferrées du Port autonome de Bordeaux, utilisées autrefois pour l'entretien des côtes), la plage des Cantines, la plage de Maison de Grave et la plage de la Claire, au nord de Saint-Nicolas (ancien site de Maison Carrée) à la pointe de Grave.
Sur certains sites, la plage des Arros qui se trouve sur le territoire du Verdon-sur-Mer est parfois attribuée à tort à Soulac-sur-Mer car jouxtant au plus près cette commune.
La commune du Verdon-sur-Mer compte aussi quatre ports (Port-Bloc, Port Médoc, le grand port maritime de Bordeaux et le vieux port ostréicole), trois phares (le phare de Grave, le phare Saint-Nicolas et le phare de Cordouan) et cinq hameaux répartis de part et d'autre du bourg : les Grandes Maisons, (orthographié Grand Maisons ou Grands Maisons sur les actes d'état civil de la commune et sur les recensements de la population, ainsi que sur le plan du site de la Mairie et sur les panneaux indicateurs sur place), le Royannais, les Huttes en allant vers le sud, le Logit et la Pointe de Grave, au nord. Le Logit est aussi orthographié le Logis sur d'anciens actes d'état-civil de la commune et sur les recensements de la population. Il est orthographié Grand Logis sur la carte d'état-major (XIXe siècle) et les Logis sur la carte de Cassini (XVIIIe siècle).

### Climat
Le climat qui caractérise la commune est qualifié, en 2010, de « climat méditerranéen altéré », selon la typologie des climats de la France qui compte alors huit grands types de climats en métropole. En 2020, la commune ressort du type « climat océanique » dans la classification établie par Météo-France, qui ne compte désormais, en première approche, que cinq grands types de climats en métropole. Ce type de climat se traduit par des températures douces et une pluviométrie relativement abondante (en liaison avec les perturbations venant de l'Atlantique), répartie tout au long de l'année avec un léger maximum d'octobre à février.
Les paramètres climatiques qui ont permis d’établir la typologie de 2010 comportent six variables pour les températures et huit pour les précipitations, dont les valeurs correspondent à la normale 1971-2000. Les sept principales variables caractérisant la commune sont présentées dans l'encadré ci-après.
| Paramètres climatiques communaux sur la période 1971-2000 - Moyenne annuelle de température : 12,9 °C - Nombre de jours avec une température inférieure à −5 °C : 1,9 j - Nombre de jours avec une température supérieure à 30 °C : 4,7 j - Amplitude thermique annuelle : 13,5 °C - Cumuls annuels de précipitation : 869 mm - Nombre de jours de précipitation en janvier : 12,6 j - Nombre de jours de précipitation en juillet : 6,5 j |

Avec le changement climatique, ces variables ont évolué. Une étude réalisée en 2014 par la direction générale de l'Énergie et du Climat complétée par des études régionales prévoit en effet que la température moyenne devrait croître et la pluviométrie moyenne baisser, avec toutefois de fortes variations régionales. La station météorologique de Météo-France installée sur la commune et mise en service en 1959 permet de connaître l'évolution des indicateurs météorologiques. Le tableau détaillé pour la période 1981-2010 est présenté ci-après.
| Mois                                  | jan.           | fév.            | mars          | avril           | mai            | juin         | jui.         | août          | sep.        | oct.            | nov.            | déc.            | année     |
| ------------------------------------- | -------------- | --------------- | ------------- | --------------- | -------------- | ------------ | ------------ | ------------- | ----------- | --------------- | --------------- | --------------- | --------- |
| Température minimale moyenne (°C)     | 4,3            | 4,2             | 6,3           | 8               | 11,4           | 14,6         | 16,5         | 16,6          | 14          | 11,4            | 7,3             | 4,9             | 10        |
| Température moyenne (°C)              | 7,1            | 7,6             | 10,1          | 12,1            | 15,8           | 18,9         | 20,9         | 21            | 18,6        | 15,1            | 10,3            | 7,7             | 13,8      |
| Température maximale moyenne (°C)     | 9,9            | 10,9            | 13,9          | 16,3            | 20,2           | 23,2         | 25,3         | 25,4          | 23,1        | 18,8            | 13,4            | 10,5            | 17,6      |
| Record de froid (°C) date du record   | −15 16.01.1985 | −7,8 04.02.1963 | −6,5 02.03.05 | −1,8 03.04.1970 | 2,1 02.05.1974 | 5 05.06.1991 | 7 26.07.1974 | 7 31.08.00    | 3 26.09.02  | −1,5 30.10.1959 | −3,4 30.11.1977 | −7,9 25.12.1962 | −15 1985  |
| Record de chaleur (°C) date du record | 19 02.01.03    | 24,3 28.02.1960 | 24 24.03.12   | 31 30.04.05     | 33,5 16.05.02  | 37 26.06.11  | 38 17.07.06  | 39,5 04.08.03 | 37 06.09.06 | 30 02.10.11     | 22 02.11.05     | 21 07.12.00     | 39,5 2003 |
| Précipitations (mm)                   | 75,4           | 54,6            | 55,9          | 64,7            | 58,9           | 48,5         | 40           | 41,2          | 65,4        | 92,7            | 101,4           | 94,6            | 793,3     |

## Urbanisme

### Typologie
Au 1er janvier 2024, Le Verdon-sur-Mer est catégorisée bourg rural, selon la nouvelle grille communale de densité à sept niveaux définie par l'Insee en 2022.
Elle est située hors unité urbaine et hors attraction des villes,.
La commune, bordée par l'océan Atlantique, est également une commune littorale au sens de la loi du 3 janvier 1986, dite loi littoral. Des dispositions spécifiques d’urbanisme s’y appliquent dès lors afin de préserver les espaces naturels, les sites, les paysages et l’équilibre écologique du littoral, tel le principe d'inconstructibilité, en dehors des espaces urbanisés, sur la bande littorale des 100 mètres, ou plus si le plan local d’urbanisme le prévoit.

### Occupation des sols

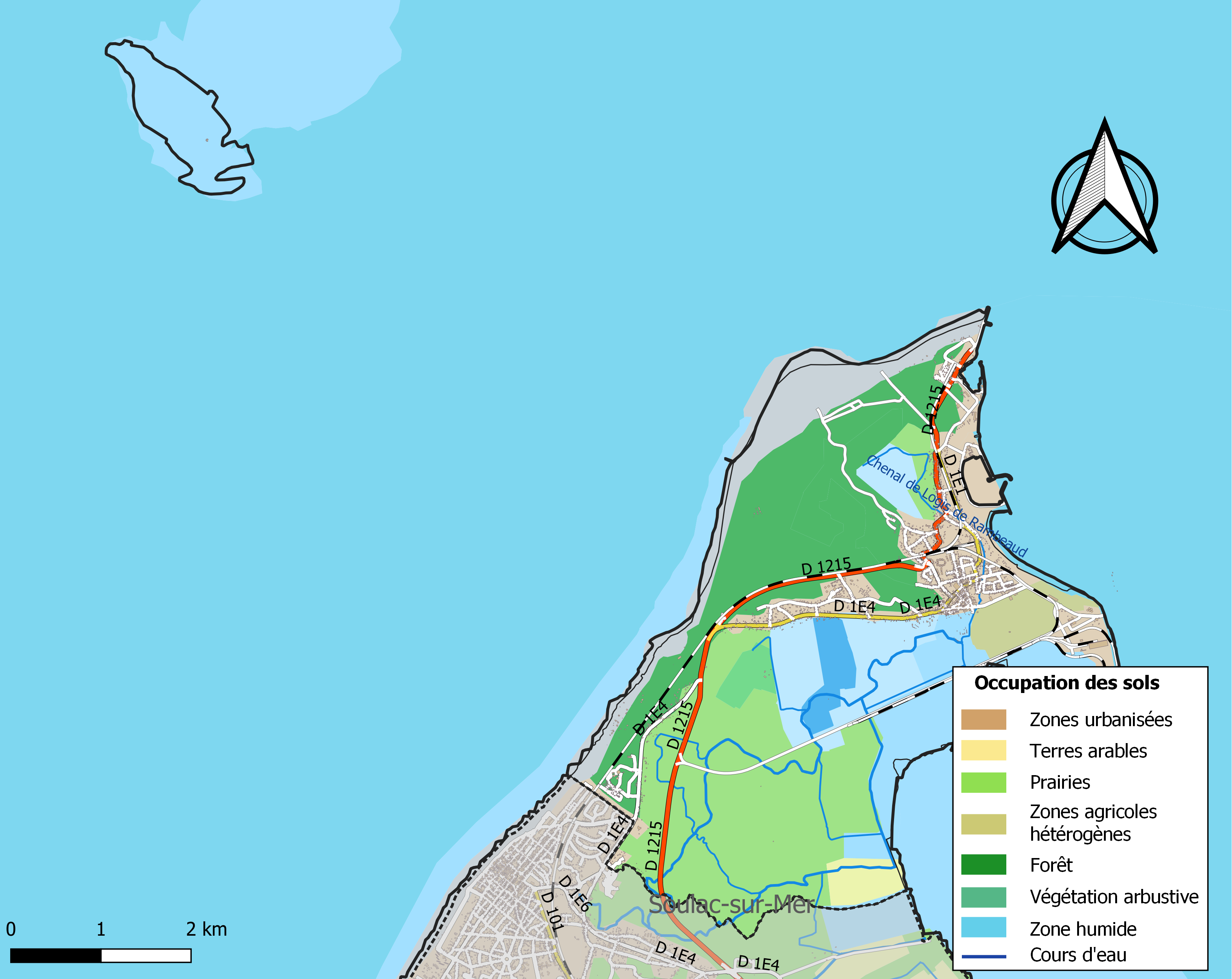
Carte des infrastructures et de l'occupation des sols de la commune en 2018 (CLC).

L'occupation des sols de la commune, telle qu'elle ressort de la base de données européenne d’occupation biophysique des sols Corine Land Cover (CLC), est marquée par l'importance des zones humides (18,2 % en 2018), en diminution par rapport à 1990 (19,8 %). La répartition détaillée en 2018 est la suivante : 
eaux maritimes (40,7 %), prairies (14,3 %), zones humides côtières (13,7 %), forêts (12,6 %), zones urbanisées (5,5 %), zones humides intérieures (4,5 %), espaces ouverts, sans ou avec peu de végétation (2,8 %), zones industrielles ou commerciales et réseaux de communication (1,7 %), zones agricoles hétérogènes (1,5 %), eaux continentales (1,1 %), terres arables (0,9 %), milieux à végétation arbustive et/ou herbacée (0,7 %). L'évolution de l’occupation des sols de la commune et de ses infrastructures peut être observée sur les différentes représentations cartographiques du territoire : la carte de Cassini (XVIIIe siècle), la carte d'état-major (1820-1866) et les cartes ou photos aériennes de l'IGN pour la période actuelle (1950 à aujourd'hui).

### Voies de communication et transports
Sur le territoire communal commencent la route départementale D 1215 (ancienne N 215, à son tour ancienne D 1) qui mène à Saint-Vivien-de-Médoc au sud puis à Bordeaux au sud-est et la route départementale D 101, plus à l'ouest, qui mène à Soulac-sur-Mer et à Vendays-Montalivet.

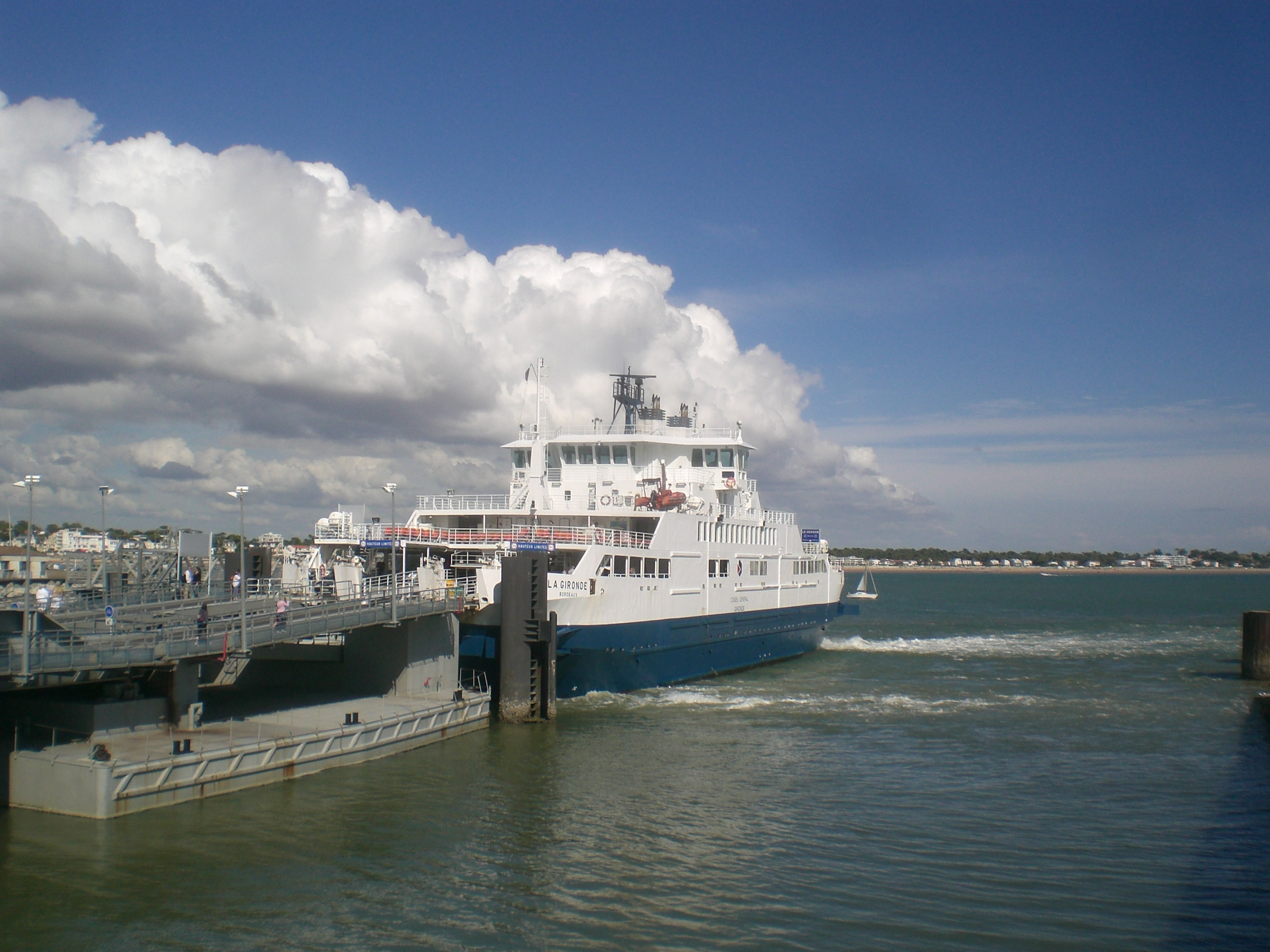
Le bac « la Gironde » en 2009.

Un service de bacs fluviaux traversant l'estuaire, assure la liaison entre Le Verdon (Port Bloc) et Royan. Son trafic atteint presque le million de passagers par an : 907 000 passagers en 2010, contre 689 800 en 2002, principalement grâce à la modernisation des navires.
L'autoroute la plus proche est la rocade de Bordeaux dont la sortie no 8 est distante de 91 km par la route vers le sud-sud-est.
La commune est dotée de 2 gares SNCF (l'une au bourg depuis 1875, l'autre à la pointe de Grave depuis 1902) sur la ligne du Médoc du TER Nouvelle-Aquitaine, ligne électrifiée reliant Bordeaux à la pointe de Grave (terminus de cette ligne).

### Risques majeurs

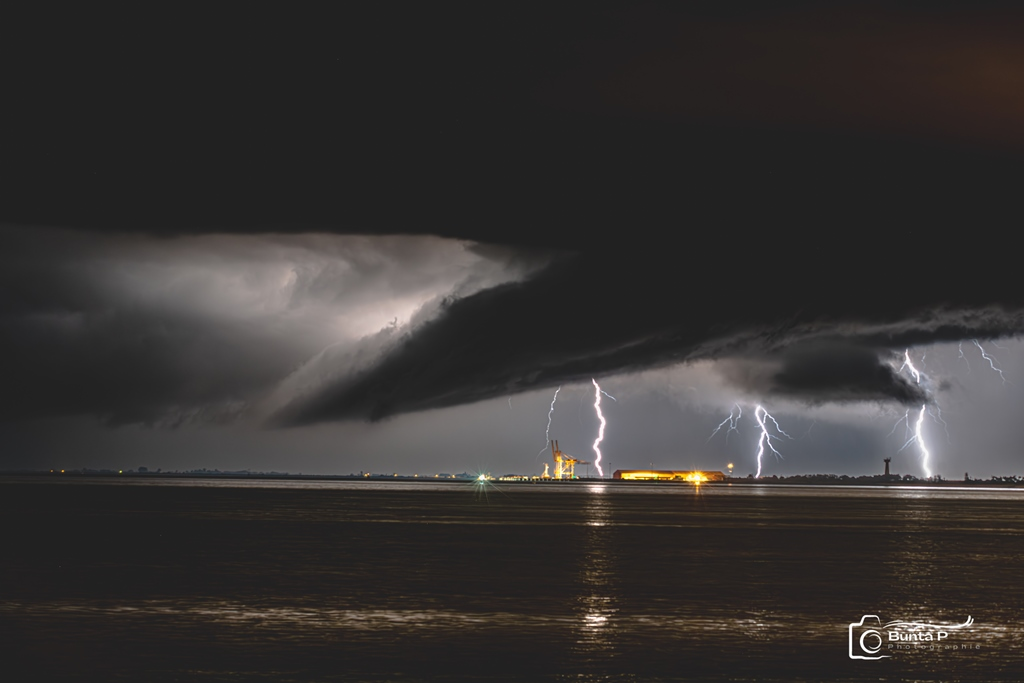
Orage sur le Verdon pris de Royan

Le territoire de la commune du Verdon-sur-Mer est vulnérable à différents aléas naturels : météorologiques (tempête, orage, neige, grand froid, canicule ou sécheresse), inondations, feux de forêts, mouvements de terrains et séisme (sismicité faible). Un site publié par le BRGM permet d'évaluer simplement et rapidement les risques d'un bien localisé soit par son adresse soit par le numéro de sa parcelle.
Certaines parties du territoire communal sont susceptibles d’être affectées par le risque d’inondation par débordement de cours d'eau et par submersion marine. La commune a été reconnue en état de catastrophe naturelle au titre des dommages causés par les inondations et coulées de boue survenues en 1982, 1999 et 2009,.
Le Verdon-sur-Mer est exposée au risque de feu de forêt. Depuis le 20 avril 2016, les départements de la Gironde, des Landes et de Lot-et-Garonne disposent d’un règlement interdépartemental de protection de la forêt contre les incendies. Ce règlement vise à mieux prévenir les incendies de forêt, à faciliter les interventions des services et à limiter les conséquences, que ce soit par le débroussaillement, la limitation de l’apport du feu ou la réglementation des activités en forêt. Il définit en particulier cinq niveaux de vigilance croissants auxquels sont associés différentes mesures,.
Les mouvements de terrains susceptibles de se produire sur la commune sont des avancées dunaires. La migration dunaire est le mouvement des dunes, vers l’intérieur des terres. Les actions conjuguées de la mer et du vent ont pour effet de déplacer les sables et donc de modifier la morphologie du littoral.

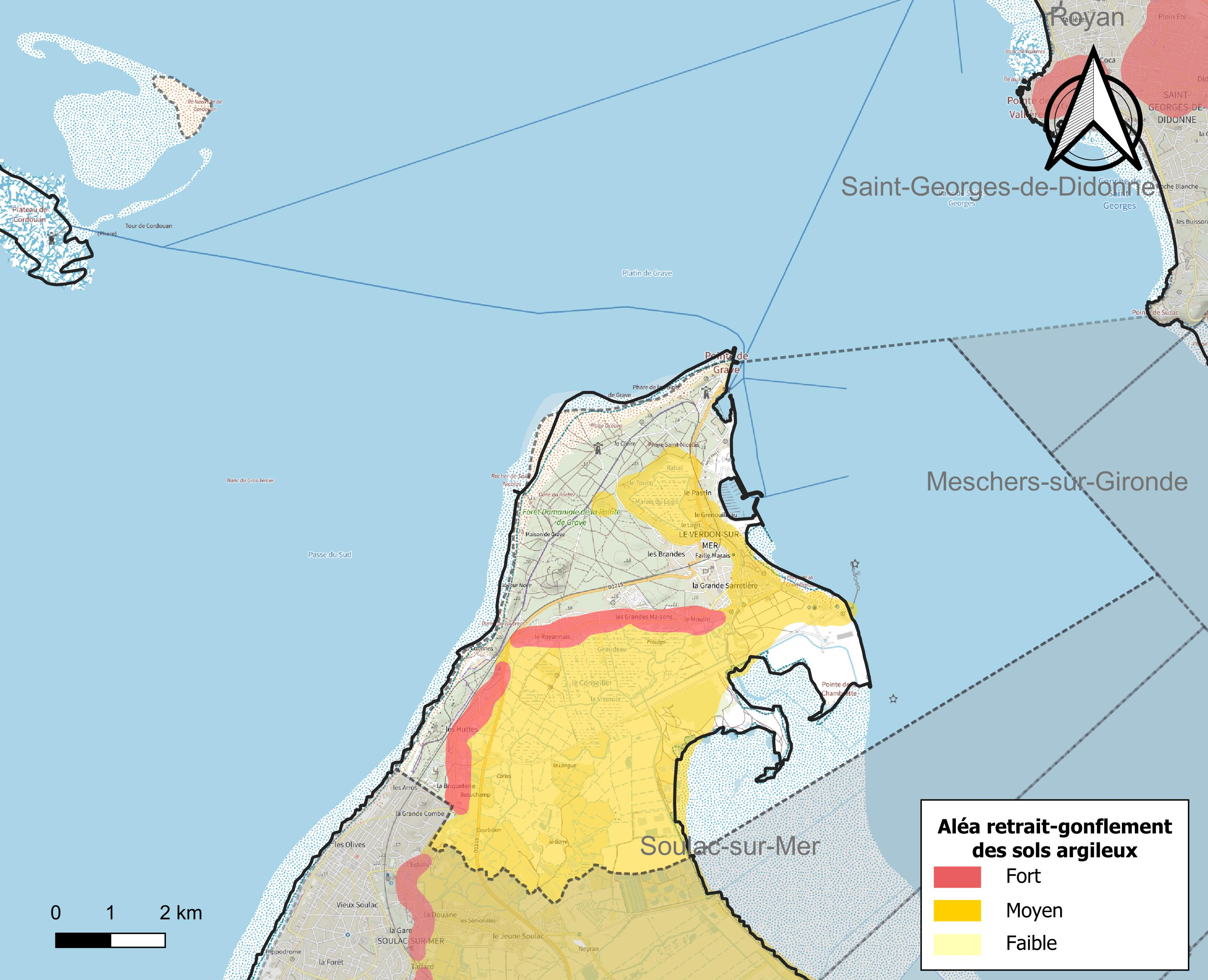
Carte des zones d'aléa retrait-gonflement des sols argileux du Verdon-sur-Mer.

Le retrait-gonflement des sols argileux est susceptible d'engendrer des dommages importants aux bâtiments en cas d’alternance de périodes de sécheresse et de pluie. 31,3 % de la superficie communale est en aléa moyen ou fort (67,4 % au niveau départemental et 48,5 % au niveau national). Sur les 1 399 bâtiments dénombrés sur la commune en 2019, 804 sont en aléa moyen ou fort, soit 57 %, à comparer aux 84 % au niveau départemental et 54 % au niveau national. Une cartographie de l'exposition du territoire national au retrait gonflement des sols argileux est disponible sur le site du BRGM,.
Concernant les mouvements de terrains, la commune a été reconnue en état de catastrophe naturelle au titre des dommages causés par la sécheresse en 2003, 2009 et 2011 et par des mouvements de terrain en 1999.

## Toponymie

### Langue régionale
À la pointe septentrionale du Médoc, la commune forme une enclave du domaine saintongeais (langue d'oil) en domaine gascon (langue d'oc), une implantation royannaise pouvant l'expliquer.

## Histoire
Au XIe siècle, le territoire du Verdon héberge le prieuré de Saint-Nicolas de Grave, dépendant de Cluny. Il abrite les moines chargés de l'entretien du feu de Cordouan, au large de l'embouchure de l'estuaire. Le prieuré est enfoui sous les sables à une période indéterminée.

### Hameau de Soulac
Jusqu'en juillet 1874, Le Verdon dépendait de la commune de Soulac. À noter que 1874 est aussi l'année de la construction de la voie ferrée Bordeaux-Le Verdon qui permettra un désenclavement de la commune et d'envisager un avenir portuaire : celle-ci commencée par tronçons depuis Bordeaux en 1868 n'arrivera au Verdon qu'en 1875 et à la pointe de Grave en 1902[réf. nécessaire].
Le Verdon n'est donc au départ qu'un hameau de Soulac distant du Bourg de plus d'une lieue (4 km pour les Huttes, 7 km pour Le Verdon-Bourg, environ 10 km pour la pointe de Grave) qui vit de la production de sel depuis très longtemps (marais salants très nombreux au Moyen Âge). Les autres activités principales du village sont l'exploitation des ressources liées à la mer (pêche, huîtres, coquillages...) et l'agriculture vivrière.
Depuis le Moyen Âge, Le Verdon est connu pour sa rade abritée des vents dominants d'ouest. Les navires désirant quitter l'estuaire de la Gironde y stationnent avant de prendre la mer. Les navires souhaitant se ravitailler à terre débarquent quelques marins qui, avec l'aide d'un petit canot, remontent le chenal de Rambaud jusqu'au bourg. Ce chenal sert également à l'expédition du sel des marais.
En 1717-1723, une chapelle royale est édifiée pour apporter un secours spirituel aux marins. Elle porte le vocable de Notre-Dame-du-Bon-Secours et de Saint-Louis. Sa construction a été financée par un prélèvement sur les navires entrant et sortant de l'estuaire selon leur tonnage (décret du Conseil du Roi de 1712). Cette chapelle est désaffectée à la Révolution et sert de logement pour des officiers en garnison dans les forts de la pointe de Grave. Revenue au culte dans les années 1820, elle est détruite pour être remplacée par l'église actuelle.
Le Verdon est érigé en paroisse autonome en 1849, se détachant de la paroisse de Soulac pour les célébrations.
Un poste de douane est établi dès les années 1740 pour percevoir la gabelle mais aussi pour surveiller les navires au mouillage dans la rade.
Fortement soumise à l'érosion marine à partir du milieu du XVIIIe siècle, La pointe de Grave fait l'objet de nombreuses protections contre le recul de la côte. Elles sont initiées par les Ponts et Chaussées, service maritime de la Gironde. Entre Soulac et la pointe de Grave, des digues, brise-mer et brise-lame sont édifiés par les Ponts et Chaussées pour retenir le sable et casser les assauts de l'océan. 130 ans de chantiers perpétuels permettent de stabiliser le trait de côte. La jetée, construite en 1844, en est encore le témoin, à l'extrémité de la pointe de Grave. Plusieurs générations de chantier sont donc entreprises. La première, à partir de 1839, consiste en la construction d'une dizaine d'épis dans l'anse des Huttes, très vulnérable en raison de l'étroitesse du cordon dunaire et la présence de terres proches du niveau 0 de la mer en arrière. 13 épis sont également construits entre la pointe de Grave et la plage de la Claire. Afin de préserver la forêt, l'ingénieur Brémontier avait implanté son premier atelier de semis de pins à la pointe de Grave en 1801.

### Commune autonome
Après de longues démarches, les hameaux du Verdon, du Logit, du Royannais, des Grandes Maisons, des Huttes et de la Pointe de Grave devinrent donc en 1874 une commune autonome dénommée Le Verdon se détachant de la paroisse de Soulac.
Les constructions se multiplient au XIXe siècle avec la prise d'autonomie de la commune et le développement du port ostréicole. En 1882, les registres du cadastre dénombrent 187 maisons, un moulin à vent et une tuilerie dans la commune du Verdon. Il s'agit probablement de la tuilerie démolie en 1885 (parcelle A 487, appartenant à Rigolier dans les marais du Logit). Par ailleurs, une briquèterie était installée à la frontière avec la commune de Soulac, au lieu-dit Beauchamp.

### XXesiècle
Depuis un décret de 1911, Le Verdon s'appelle Le Verdon-sur-Mer.

Brise-lames
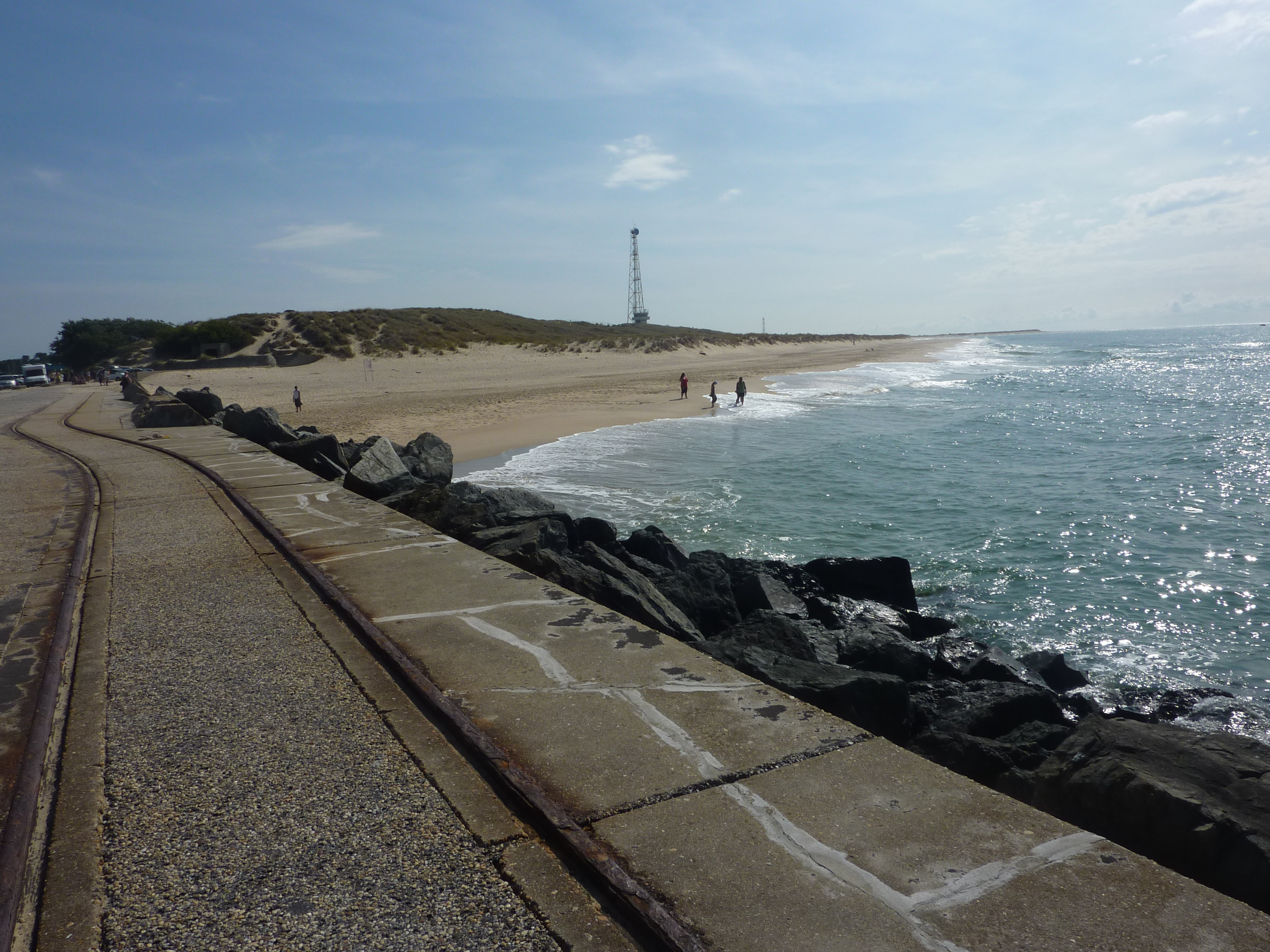
Pointe de Grave
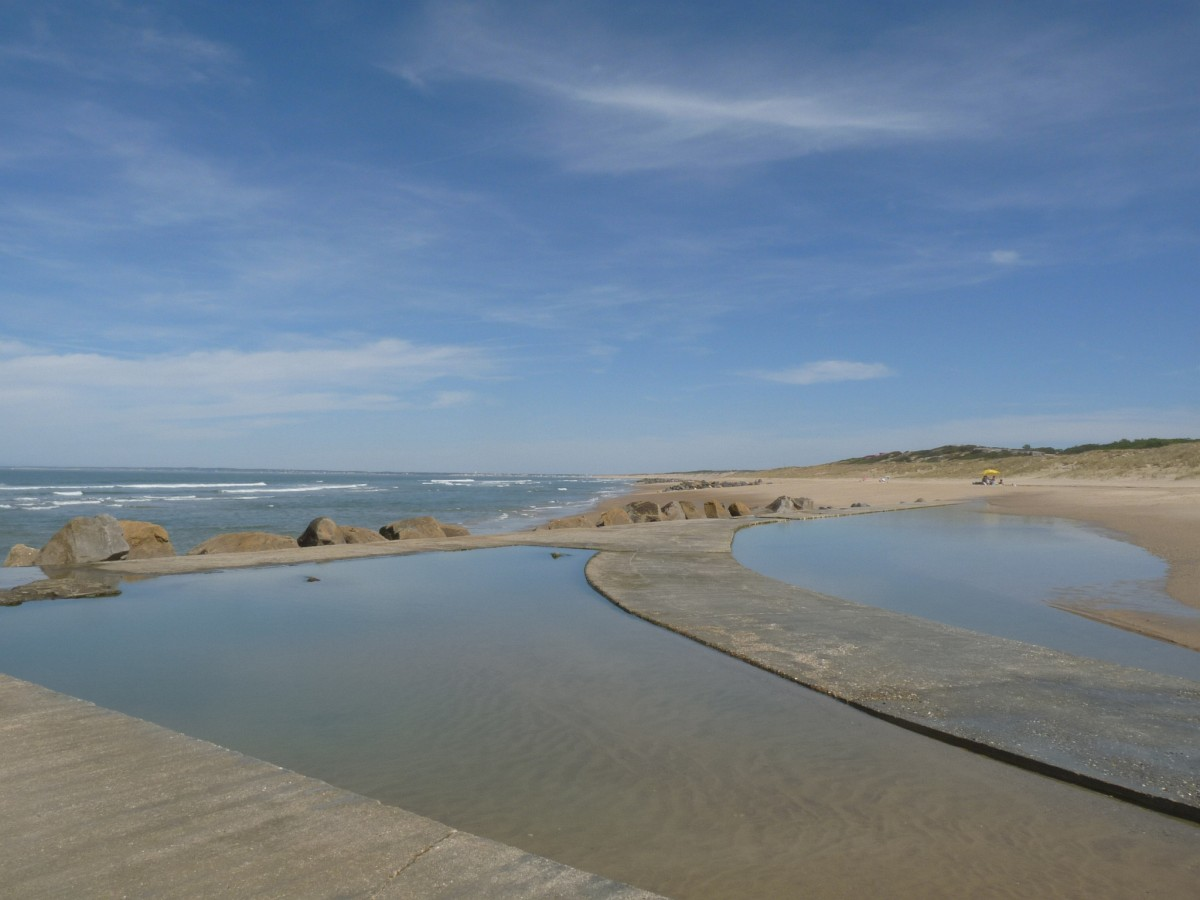
Près de Soulac

La vocation maritime du Verdon-sur-Mer se renforce encore avec l'inauguration, en 1933, du môle d'escale, avant-port de Bordeaux. Les plus grands paquebots des années 1930 ont accosté à ce port relié à la terre par un viaduc de plus de 340 mètres de long. Sa construction, entre 1929 et 1933, attira une main d'œuvre nombreuse, souvent immigrée. Le Verdon-sur-Mer connut une période de prospérité sans précédent et sa population n'a jamais été dépassée depuis cette période. Détruit en novembre 1944 par les Allemands contrôlant la poche de Royan et de la pointe de Grave, le môle d'escale est pour l'époque, un fleuron de la technologie. Il accueille une centaine de paquebots transatlantiques durant sa période d'activité. Dans les années 1966-1986, un port pétrolier est en activité sur les ruines de l'ancien môle d'escale. Trois dépôts d'hydrocarbures sont implantés sur la commune, ravitaillant les raffineries de l'amont, à Ambès (Elf et Esso) et à Pauillac (Shell).
Cette industrialisation affectera l'ostréiculture qui sera obligée de s'interrompre dans les années 70 (pollution au cadmium). Si l'activité disparaît, les cabanes de l’ancien port aux huîtres ont été en partie réhabilitées dans un but touristique.
Depuis les années 1980 et la fin de l'industrialisation de l'estuaire de la Gironde, Le Verdon-sur-Mer s'est donc engagé vers développement touristique, fort de son patrimoine et de ses ressources naturelles (plages, forêts, anciens marais salants).
En 2004, Port Médoc, port de plaisance de 800 anneaux, est ouvert. Il est accessible à toutes marées. Il reçoit, depuis son ouverture, le Pavillon bleu.
Depuis quelques années, la vocation touristique de la commune se développe avec la construction de résidences de tourisme.
On pratique depuis plusieurs années maintenant l'élevage de gambas dans les anciens marais et on y recommence depuis 2014 la production de l'huître du Médoc, affinée dans les marais.

## Politique et administration

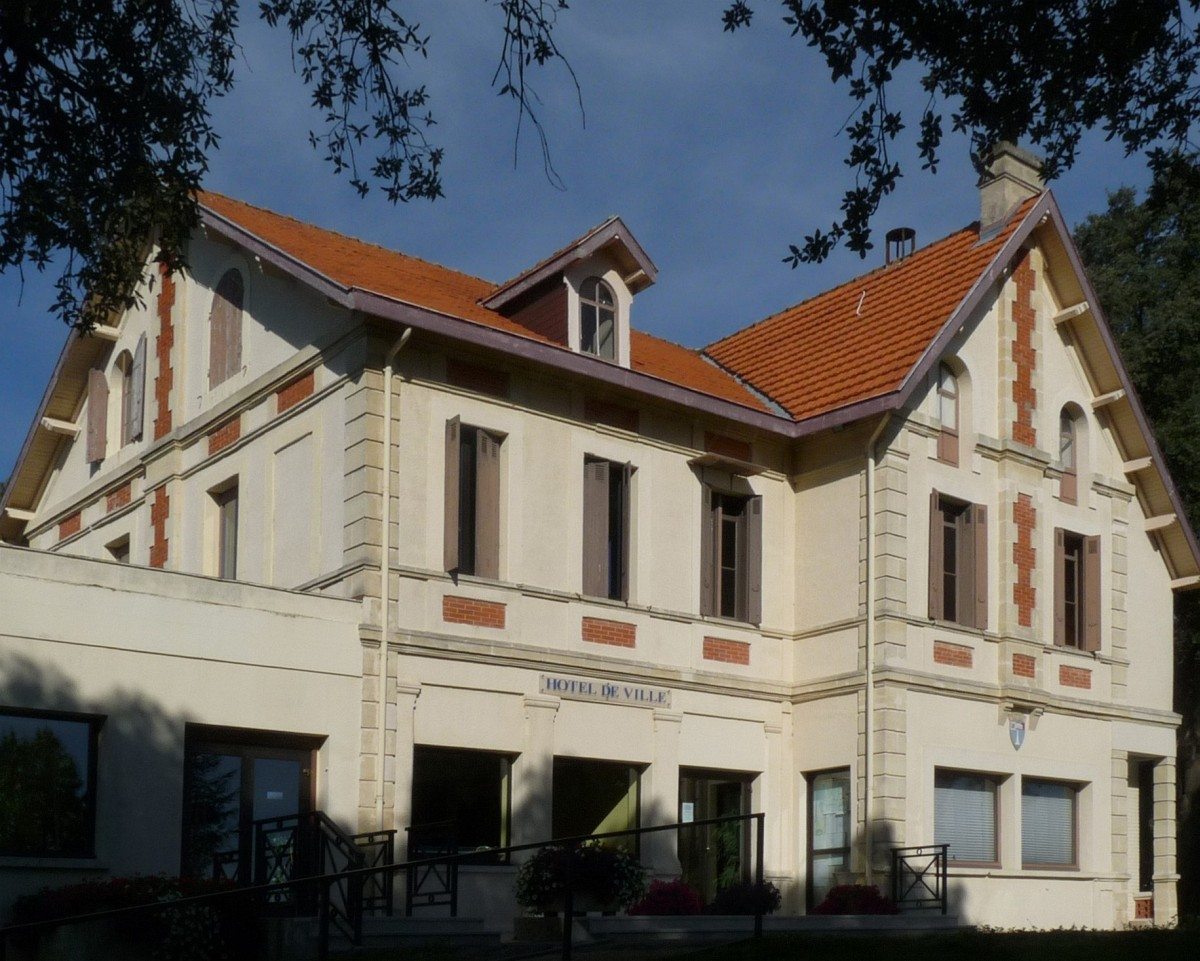
L'hôtel de ville

## Démographie
Les habitants sont appelés les Verdonnais.
L'évolution du nombre d'habitants est connue à travers les recensements de la population effectués dans la commune depuis 1876. Pour les communes de moins de 10 000 habitants, une enquête de recensement portant sur toute la population est réalisée tous les cinq ans, les populations de référence des années intermédiaires étant quant à elles estimées par interpolation ou extrapolation. Pour la commune, le premier recensement exhaustif entrant dans le cadre du nouveau dispositif a été réalisé en 2007.

En 2022, la commune comptait 1 389 habitants, en évolution de +3,43 % par rapport à 2016 (Gironde : +6,91 %, France hors Mayotte : +2,11 %).
| 1876 | 1881 | 1886 | 1891 | 1896 | 1901 | 1906 | 1911 | 1921 |
| ---- | ---- | ---- | ---- | ---- | ---- | ---- | ---- | ---- |
| 733  | 763  | 764  | 742  | 736  | 952  | 864  | 876  | 798  |

| 1926 | 1931  | 1936  | 1946  | 1954  | 1962  | 1968  | 1975  | 1982  |
| ---- | ----- | ----- | ----- | ----- | ----- | ----- | ----- | ----- |
| 954  | 1 726 | 1 578 | 1 236 | 1 397 | 1 554 | 1 630 | 1 648 | 1 616 |

| 1990  | 1999  | 2006  | 2007  | 2012  | 2017  | 2022  | - | - |
| ----- | ----- | ----- | ----- | ----- | ----- | ----- | - | - |
| 1 344 | 1 274 | 1 358 | 1 369 | 1 377 | 1 335 | 1 389 | - | - |

## Économie
[à développer]

### Ports
La commune accueille un site portuaire dépendant du port autonome de Bordeaux.

### Commerces
Quelques commerces de proximité sont situés en centre-bourg ainsi que sur le site de Port Médoc. Un supermarché E.Leclerc a ouvert ses portes en centre-bourg au mois de juin 2013. Avec une surface de vente de près de 2 000 m², il vient compléter l'offre existante dans la commune voisine de Soulac-sur-Mer (Carrefour Market et Lidl).

### Tourisme
- La marina de Port Médoc
- Petit train touristique de l'association PGVS (Pointe de Grave, Verdon, Soulac) reliant la pointe de Grave à Soulac (les Arros). Il circule en été, sur une voie ferrée propre à lui et dans la forêt, non loin de la piste cyclable longeant la côte.

## Équipements, services et vie locale

### Enseignement
La commune appartient à l'académie de Bordeaux. Une école (école primaire Georges Poirier) est située en centre-bourg. Pour continuer sa scolarité, il faut aller à Soulac-sur-Mer (au collège) puis à Lesparre-Médoc (au lycée). Des collèges et lycées sont également situés dans la ville voisine de Royan, sur l'autre rive de la Gironde.

### Services
Le bourg accueille une agence postale.

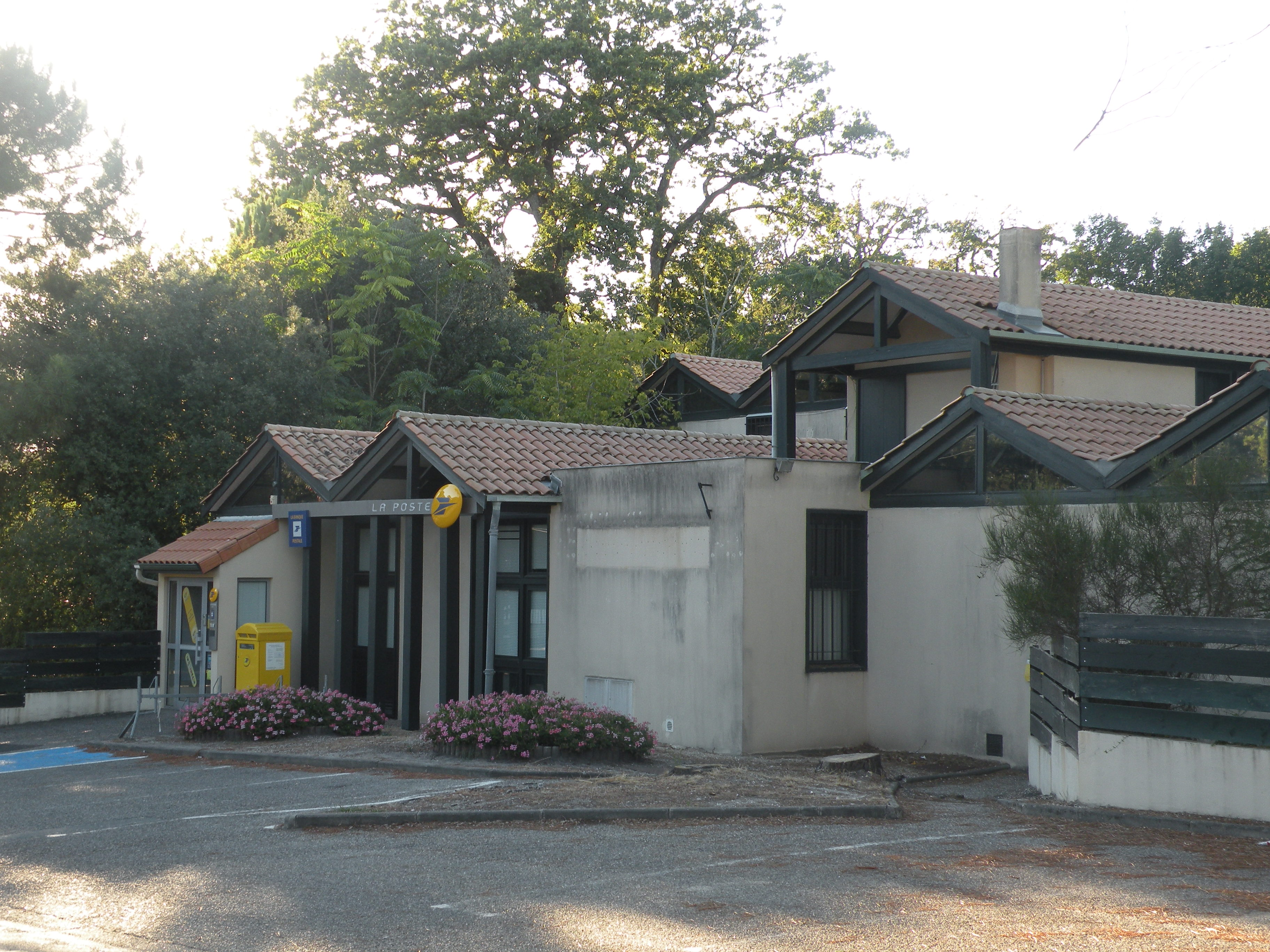
La poste
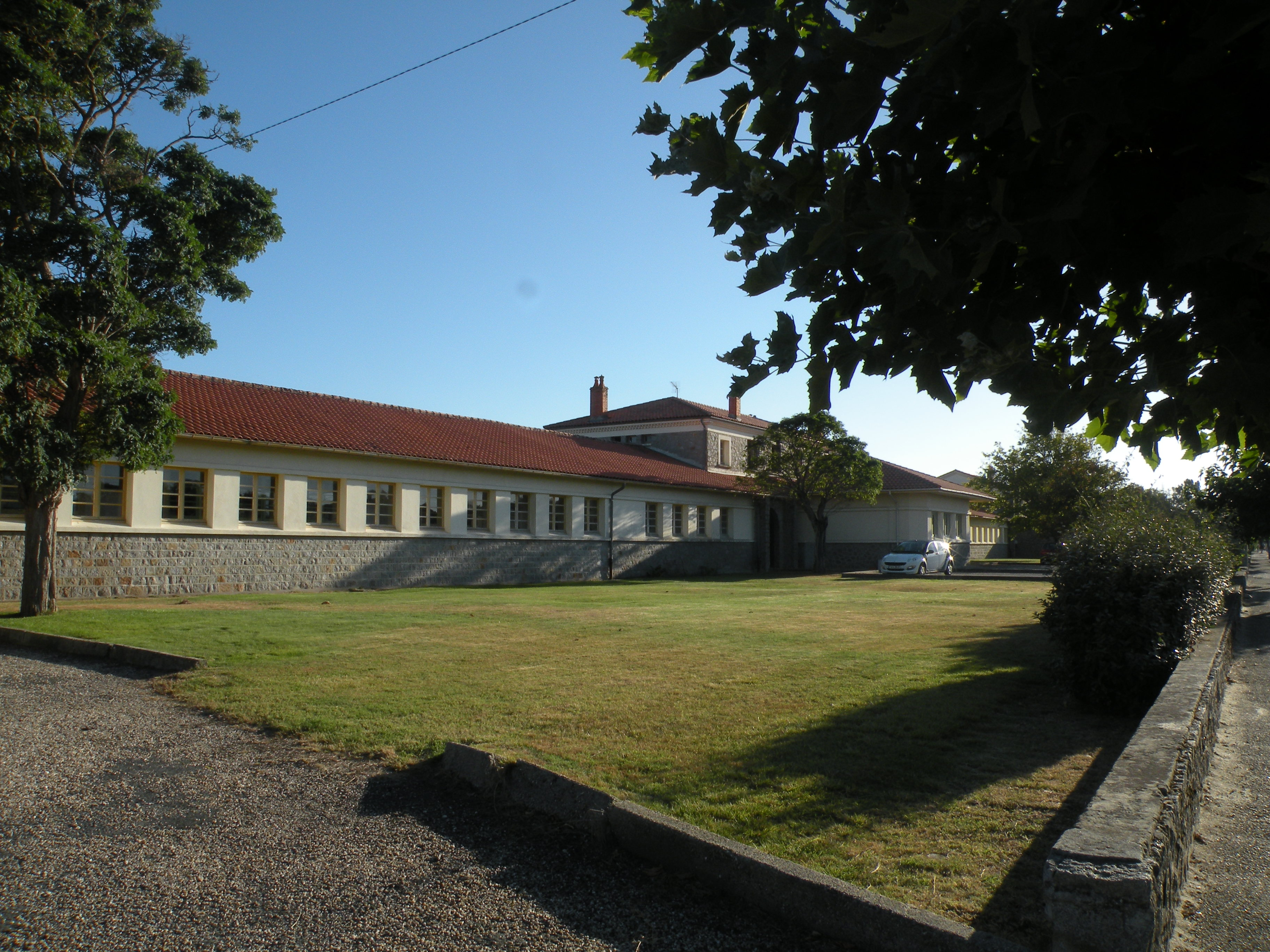
L'école

### Vie locale

#### Un estuaire pour tous
La commune a connu entre 2007 et 2010 une vive polémique au sujet de l'implantation éventuelle d'un port méthanier. Par consultation, les habitants de la commune (sauf les résidences secondaires qui n'avaient pas le droit de vote) se sont prononcés contre à près de 70 %. La plus grosse association du village avec plus de 5 000 adhérents a été l'association « Une pointe pour tous » qui luttait contre l'implantation d'un terminal méthanier. Elle a fait place au Collectif « Un estuaire pour tous ». En ce début 2019, Les deux rives de l'estuaire sont toujours groupées et travaillent dans le même esprit constructif.
L’objectif de l’association est toujours la défense des habitants, des entreprises et de l’environnement, pour un développement durable et maîtrisé, surveillance et contrôle de tous les projets qui pourraient nuire à l’estuaire de la Gironde…
En décembre 2018, l’association compte 1000 adhérents.

## Culture locale et patrimoine

### Lieux et monuments

#### Patrimoine religieux
Située au bourg, l'église paroissiale Notre-Dame-du-Bon-Secours et de Saint-Louis, 1872 a été construite à l'emplacement d'une ancienne chapelle royale. Elle est de style néo-gothique.

L'église Notre-Dame-du-Bon-Secours et Saint-Louis
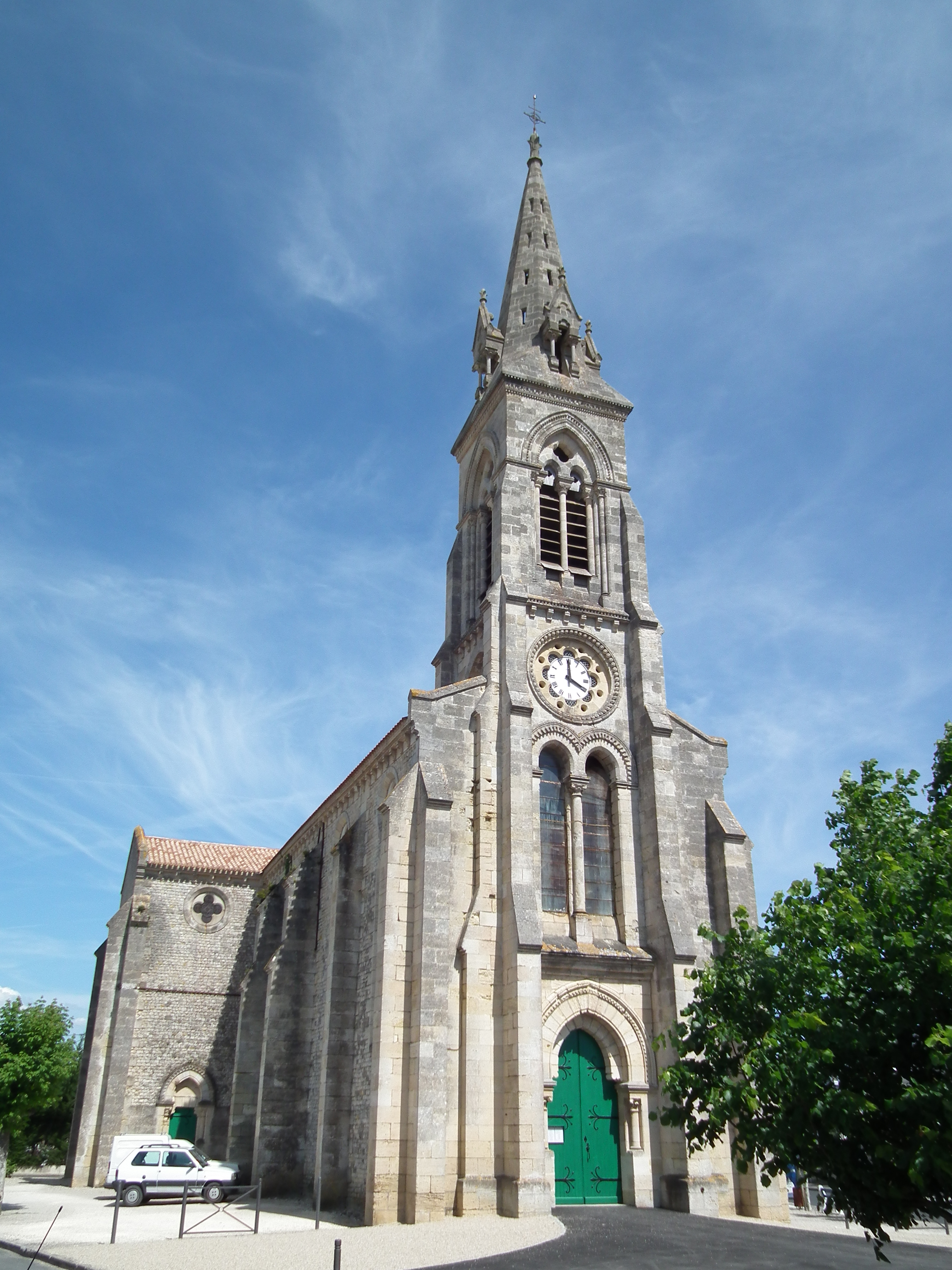
Façade et clocher
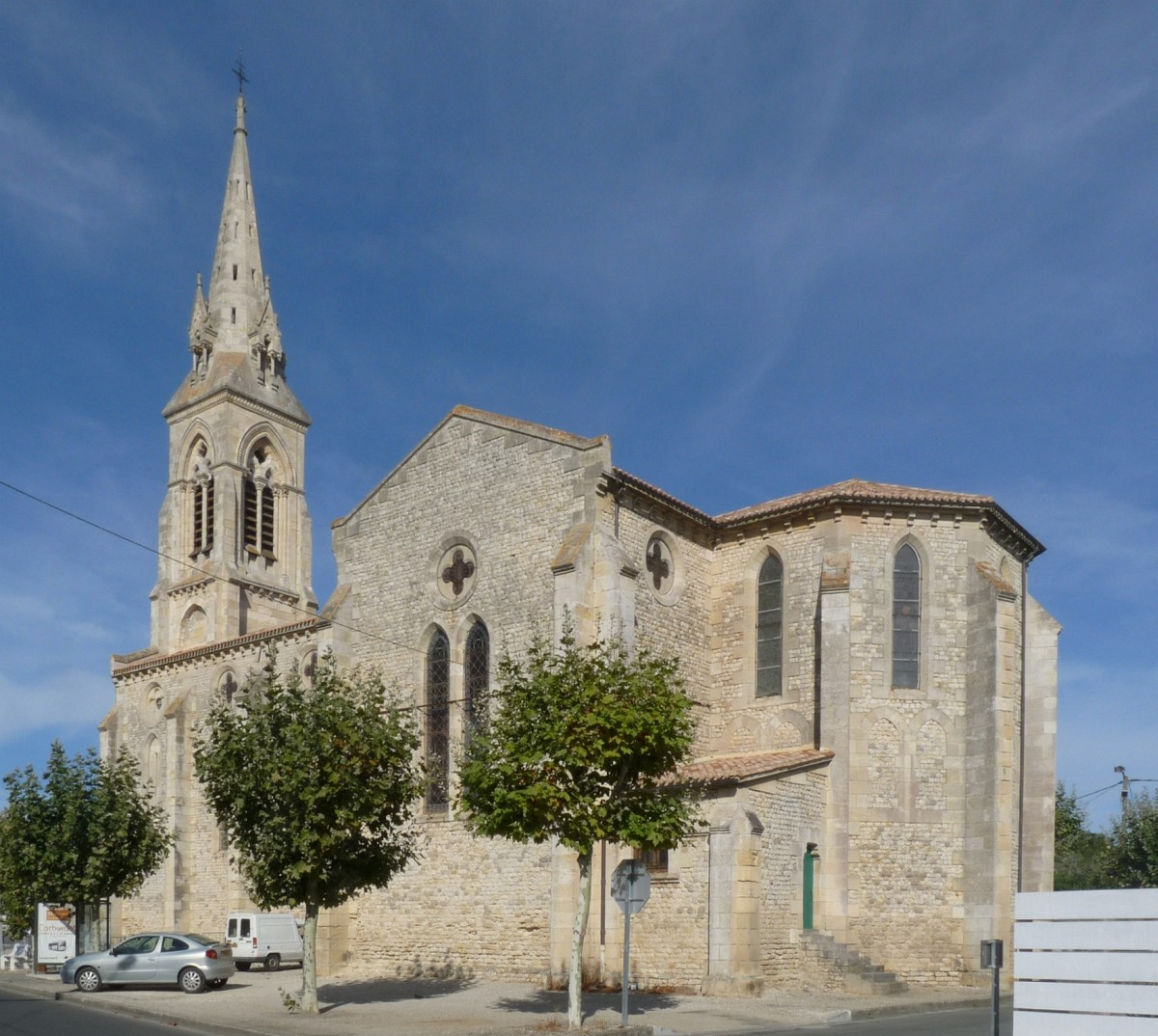
Vue latérale et abside
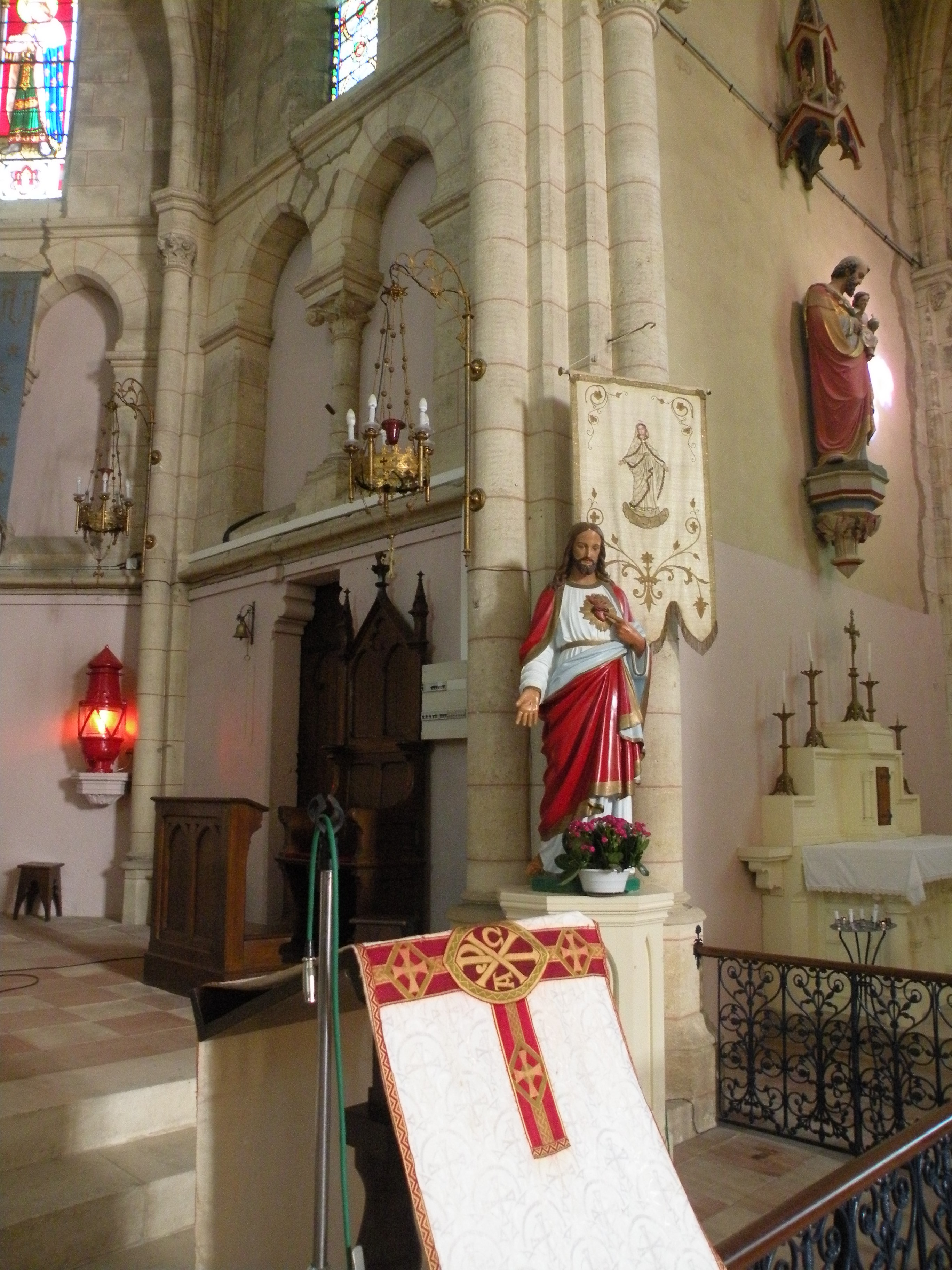
Statue du Christ

#### Patrimoine civil
Sur la commune, on peut retrouver :
- Le phare de Cordouan : sur un plateau rocheux à l'embouchure de l'estuaire de la Gironde. 1584-1611. Édifié par Louis de Foix. Surélévation de l'ingénieur Joseph Teulère en 1789. Électrifié en 1948. Phare en mer encore gardienné. Classé monument historique en 1862 en même temps que Notre-Dame du Phare. Se visite par bateau, à marée basse. 311 marches. Il a été inscrit au Patrimoine mondial en 2021[52].
- Le phare de Grave, à la pointe de Grave, 1859-1860. Abrite un musée des phares et balises, ouvert en saison tous les jours et pour les groupes, hors saison, à la demande. Table d'orientation au sommet (28 m). 107 marches.
- Le phare Saint-Nicolas, sur la Côte sauvage. 1871. Feu directionnel indiquant la passe sud. Ne se visite pas.
- Le fort de la pointe de Grave. 1877-1878. Défendait l'entrée de l'estuaire. C'est actuellement une colonie de vacances de l'Armée. Ne se visite pas.
- À la pointe de Grave existait un monument commémorant le départ de La Fayette en 1777 et l'intervention américaine aux côtés des Alliés en 1917[53]. Dynamité en mai 1942 par les Allemands pour raisons militaires (fonction d'amer pour d'éventuels débarquements) et jamais reconstruit, une stèle plus modeste a été édifiée sur son emplacement juste après la guerre.
- Un ancien port ostréicole avec cabanes ostréicoles typiques, dans le bourg, le long du chenal.
- Le port-Bloc, à la pointe de Grave. Petit port abrité des vents d'ouest. Servait autrefois au déchargement des gabares. Accueille les bacs qui font la traversée Royan - Pointe de Grave. Port d'attache du bateau baliseur et des vedettes du service du pilotage.
- Des vestiges de blockhaus allemands (mur de l'Atlantique) à la pointe de Grave et aux Arros, au nord de Soulac. Possibilité de visites guidées.

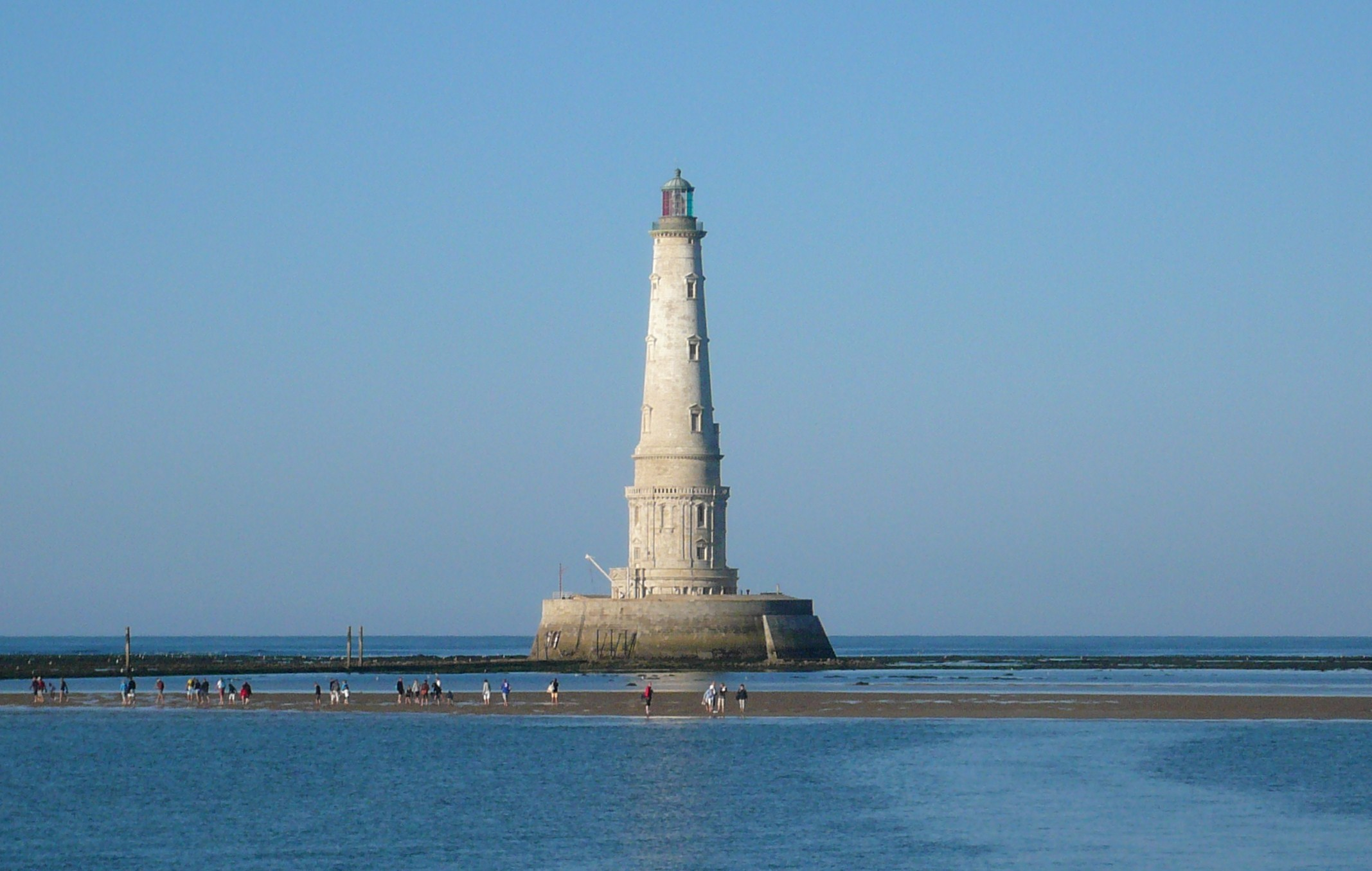
Phare de Cordouan.
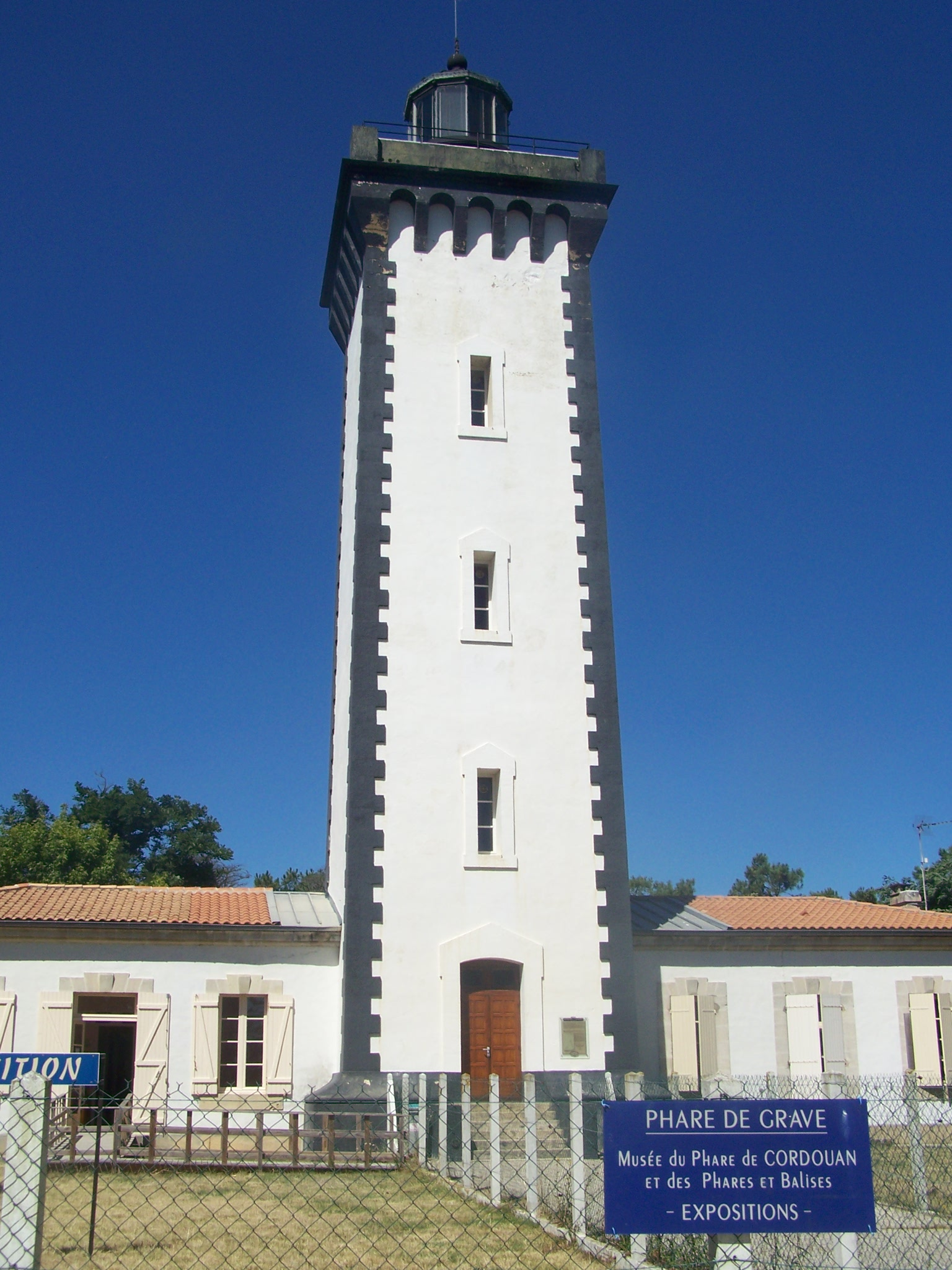
Phare de Grave.
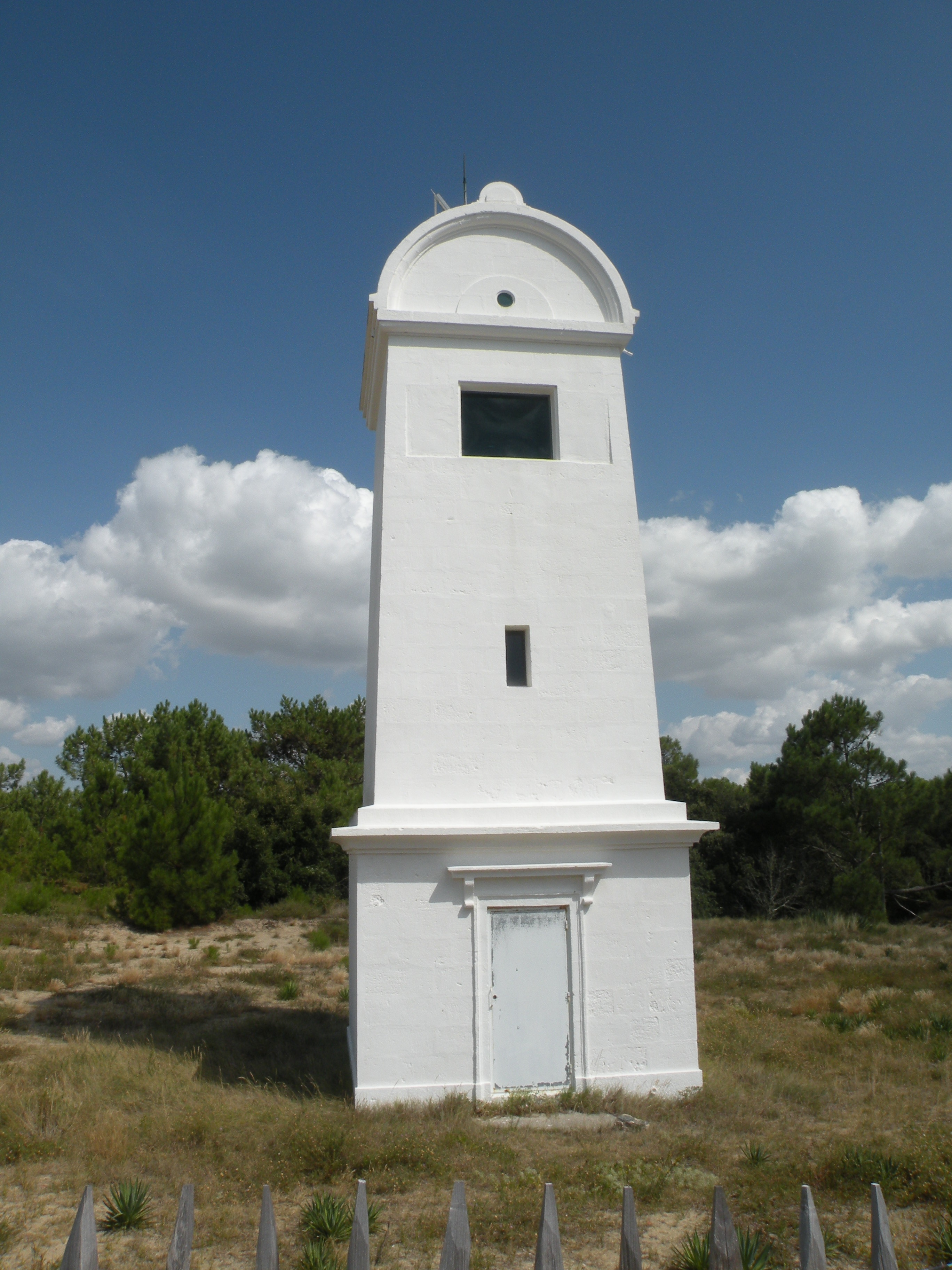
Phare Saint-Nicolas.
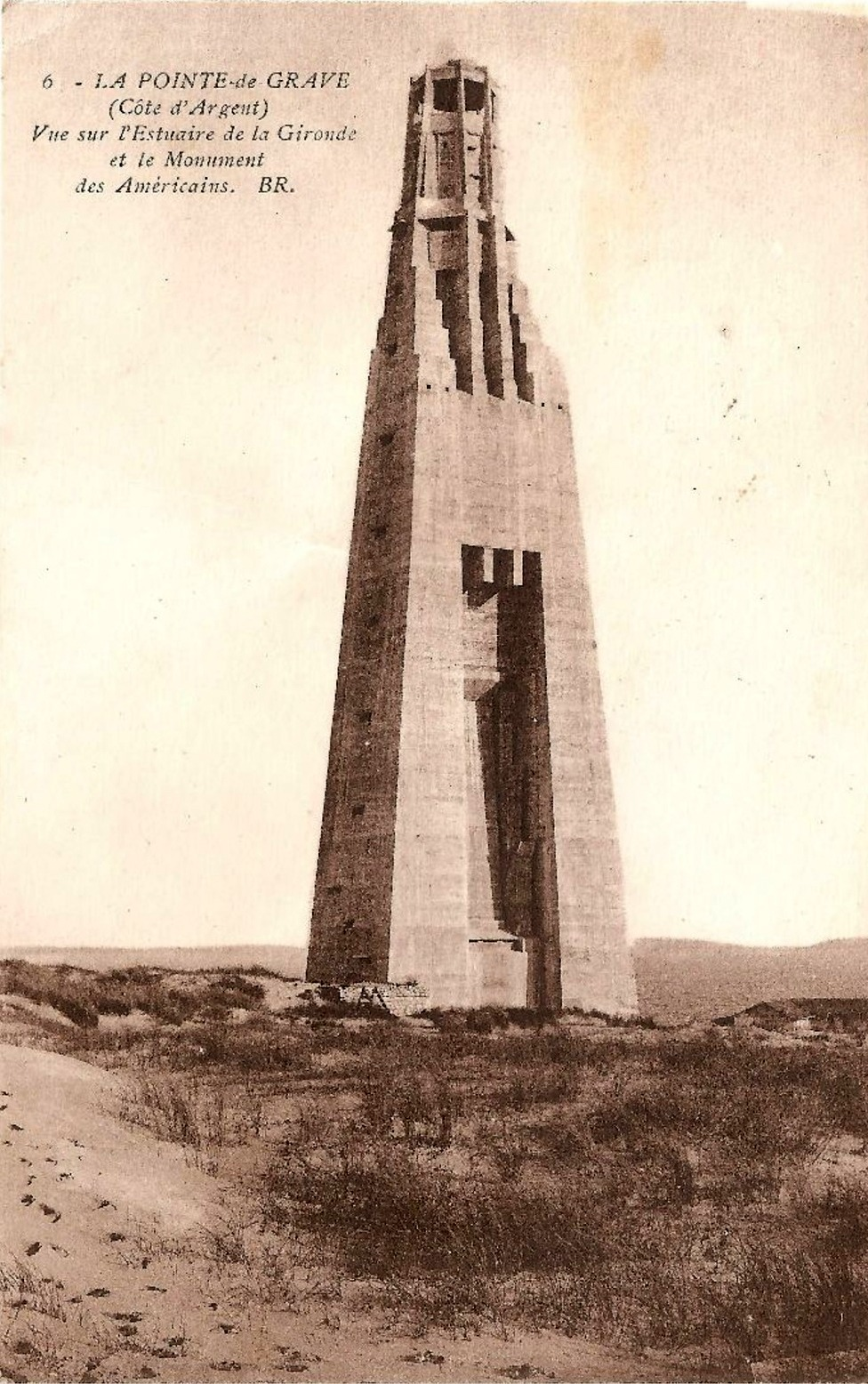
Le monument aux Américains de 1917.
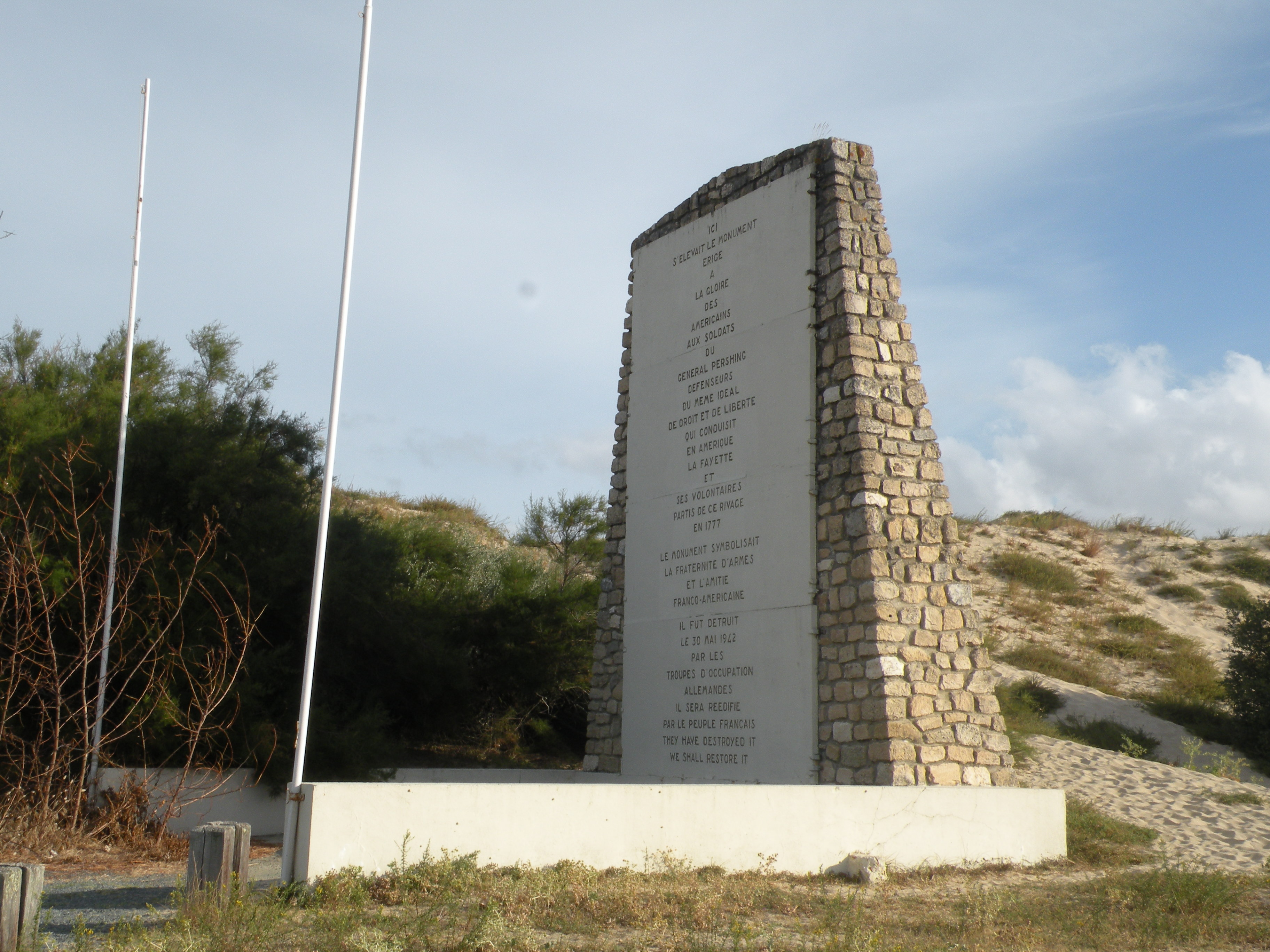
Stèle du mémorial américain de 1917.
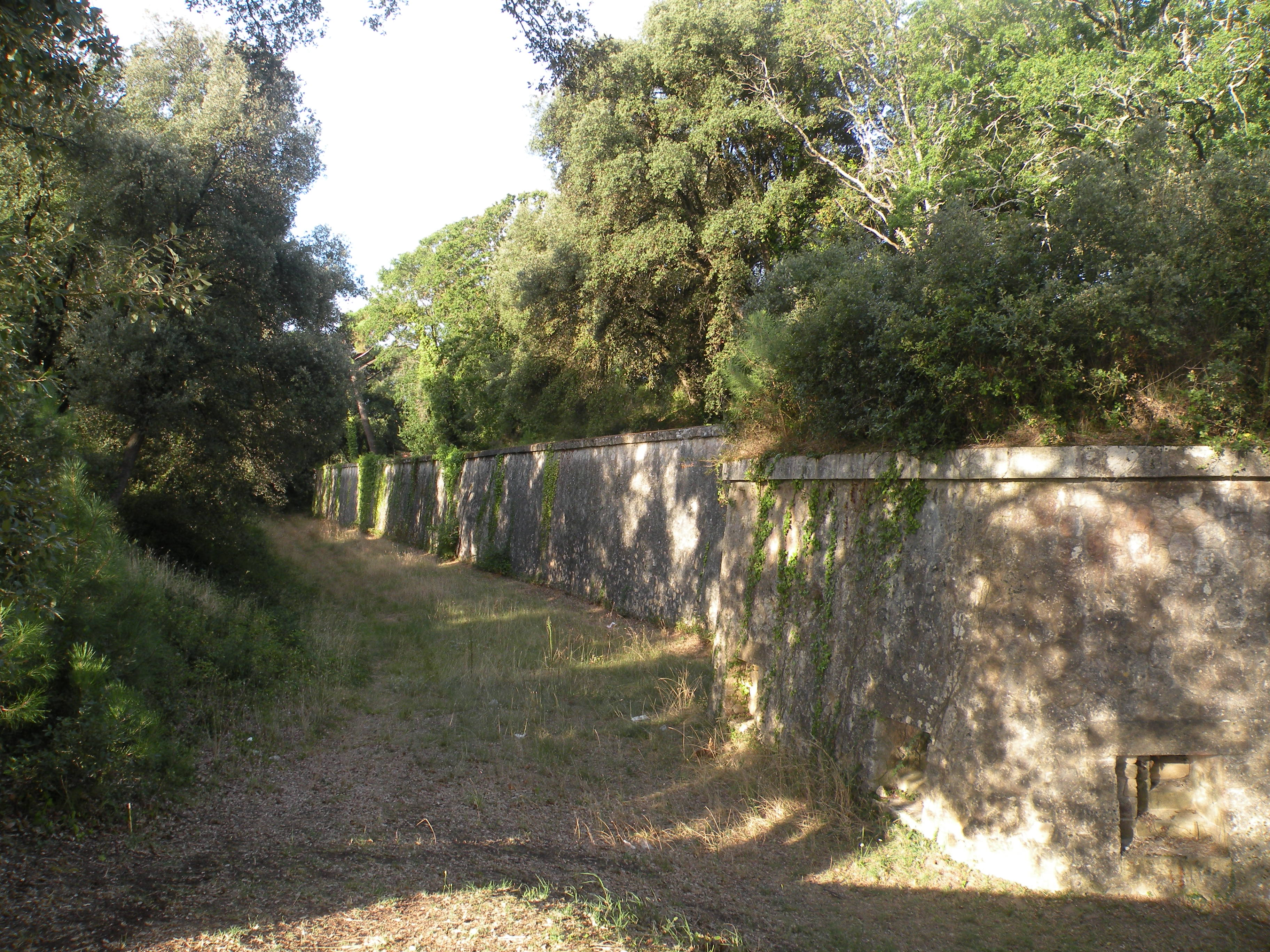
Le fort du Verdon.

#### Patrimoine environnemental
[à développer]
- Piste cyclable, maillon de la route du littoral Atlantique entre la Norvège et l'Espagne.
- GR 8 qui longe aussi la côte aquitaine.
- Anciens marais salants. L'association Curuma initie à la découverte du patrimoine naturel du site de Proutan.
- Forêt des Landes, où on trouve, en plus du pin maritime, des espèces méditerranéennes comme chêne vert et arbousier.
- Cordon dunaire.

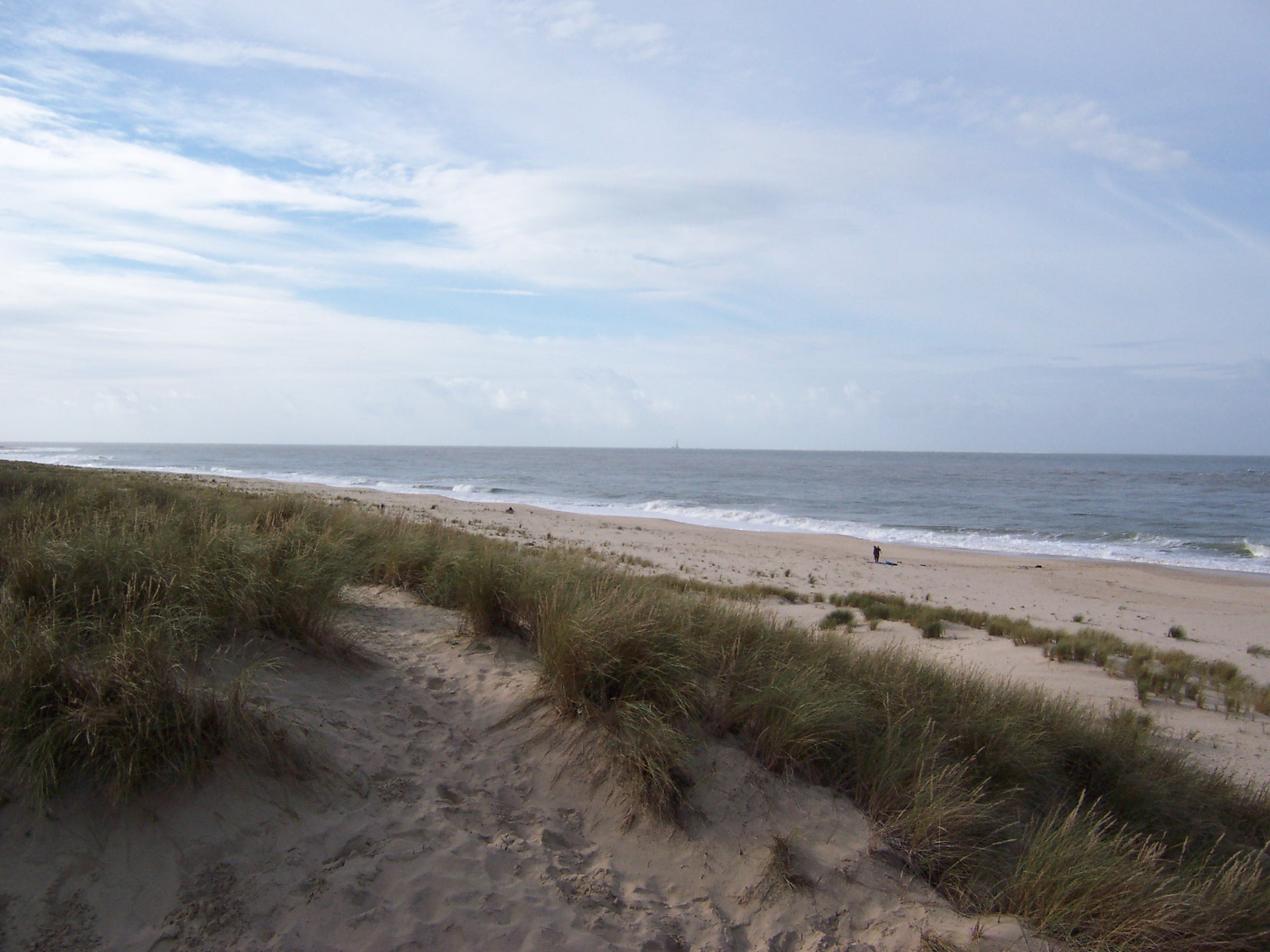
La pointe de Grave côté océan.
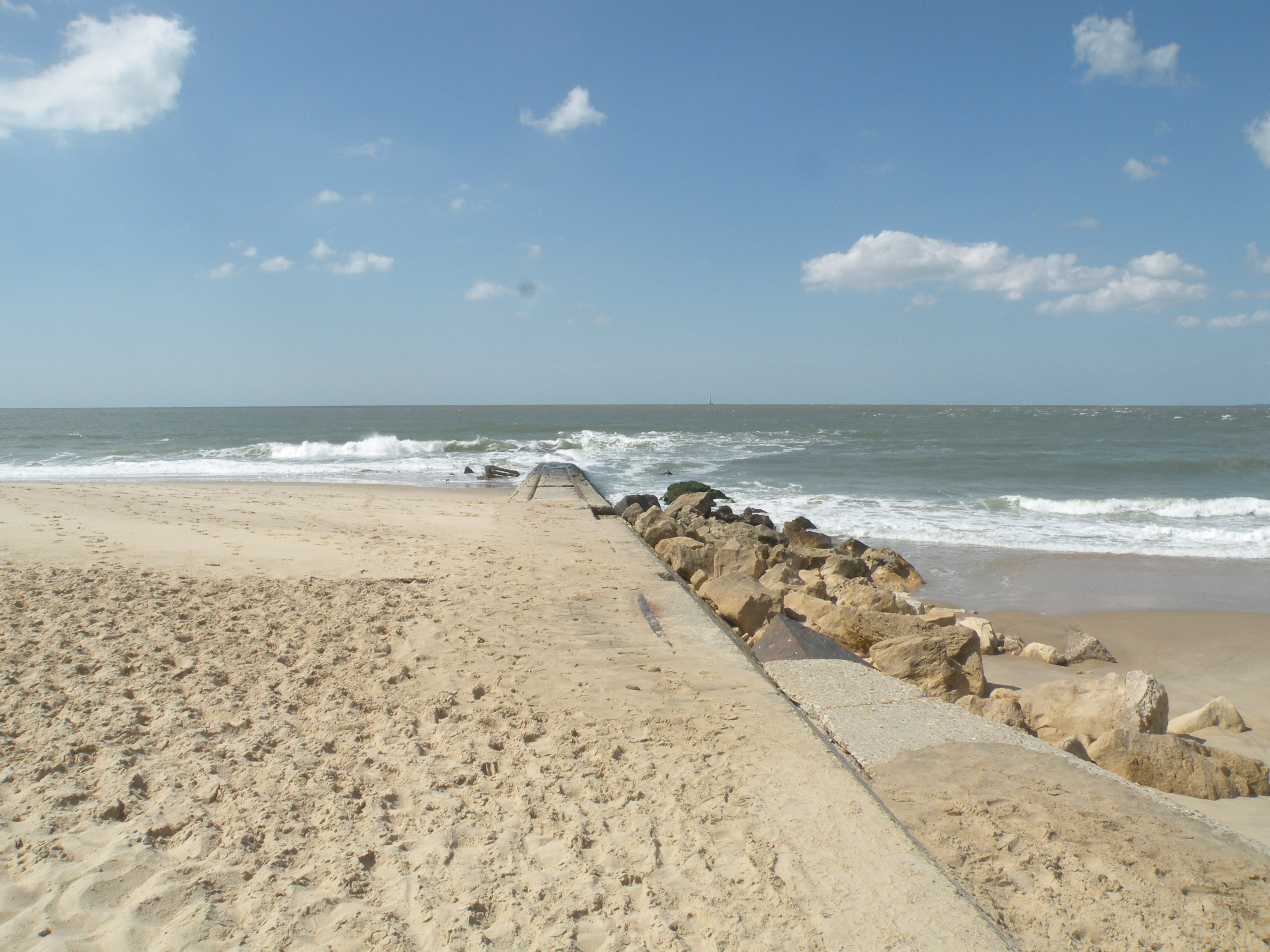
Le rocher Saint-Nicolas.
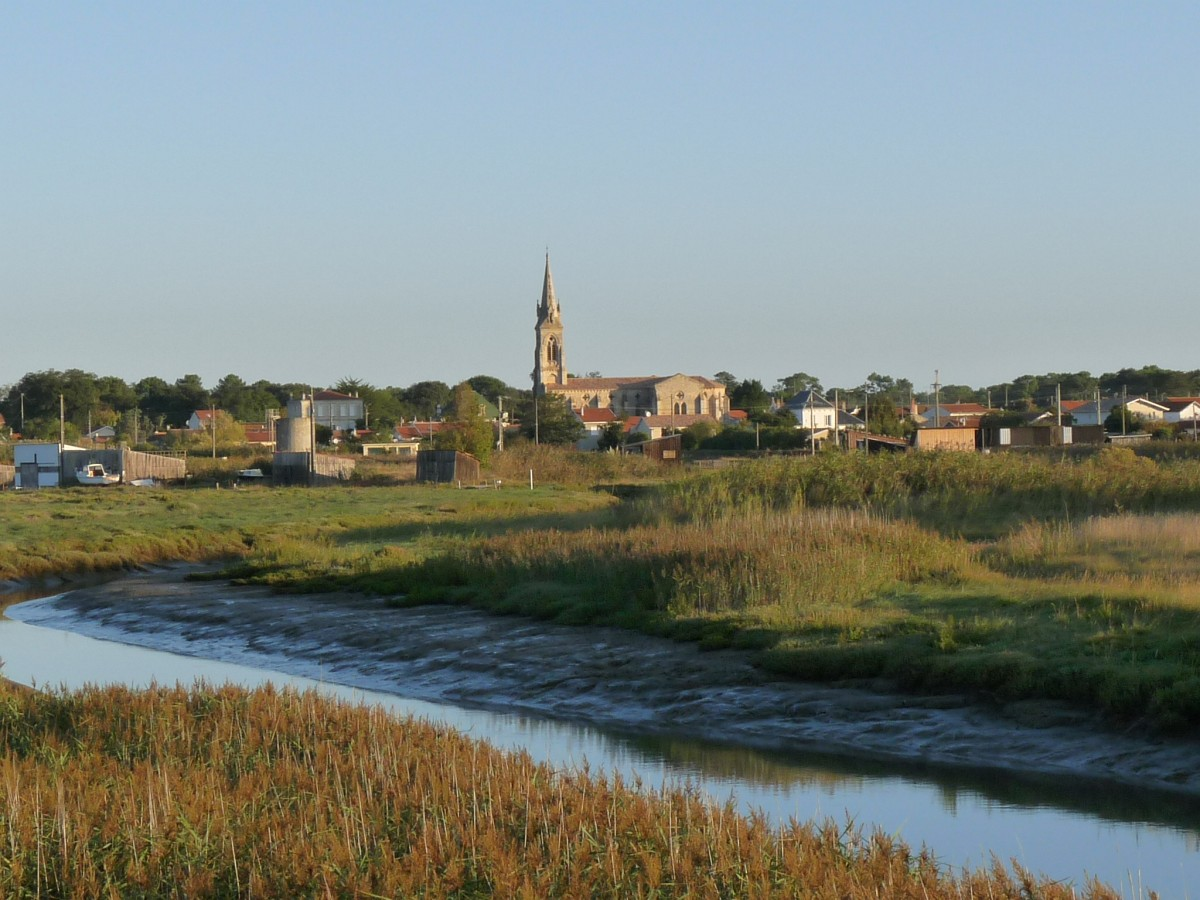
Le bourg vu des marais.
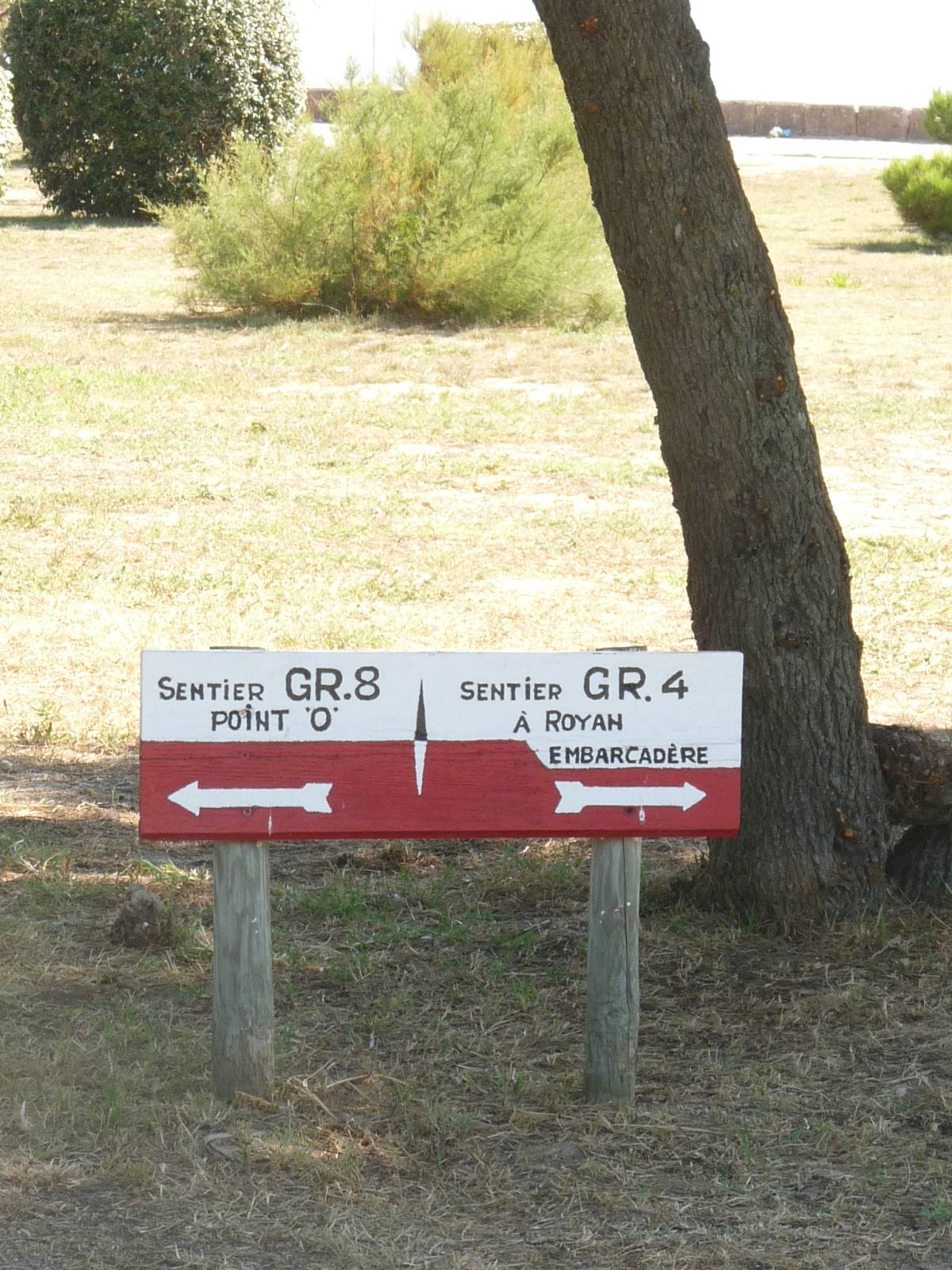
Départ du GR 8.
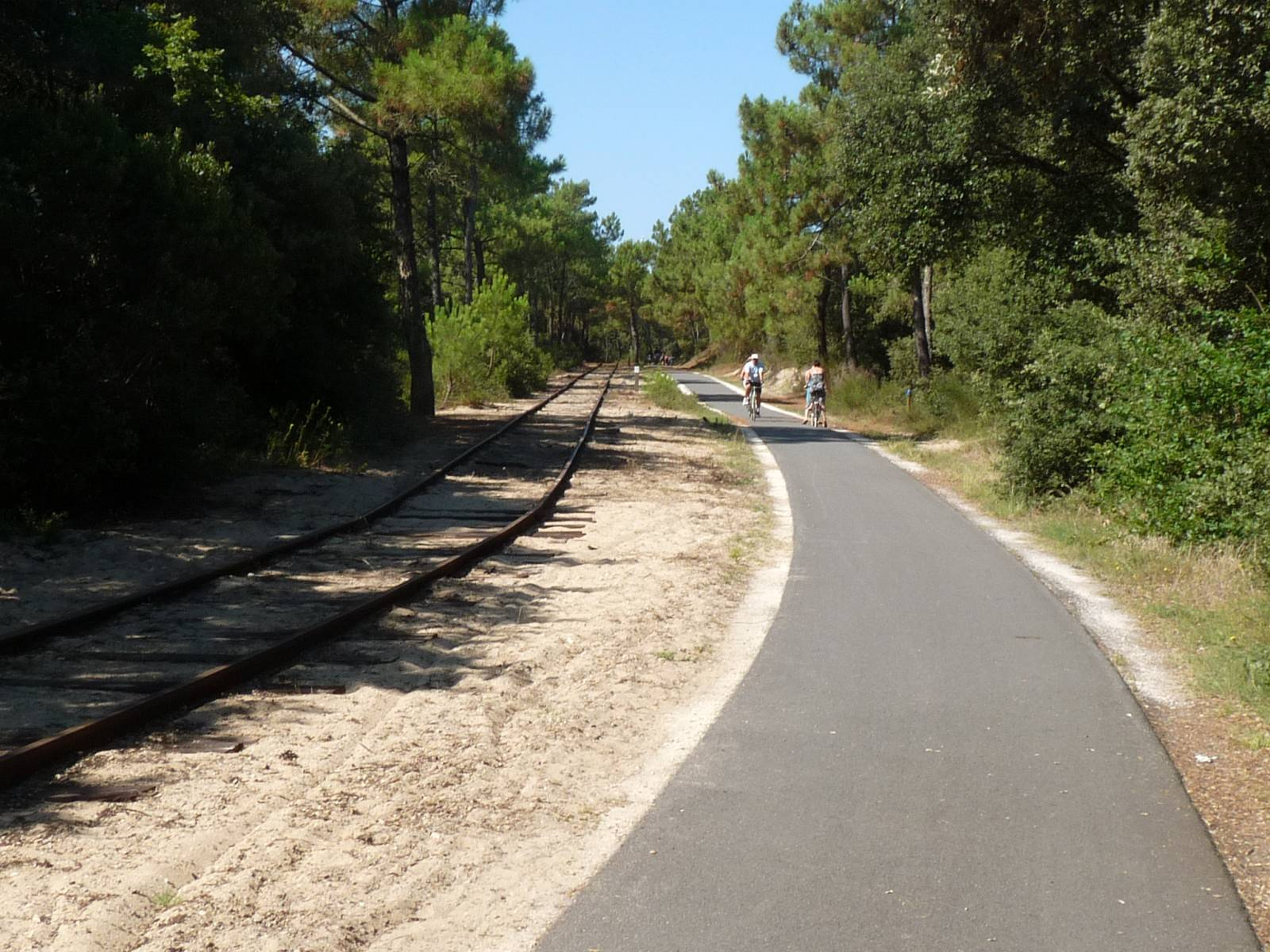
Piste cyclable et voie ferrée touristique.

### Héraldique et devise

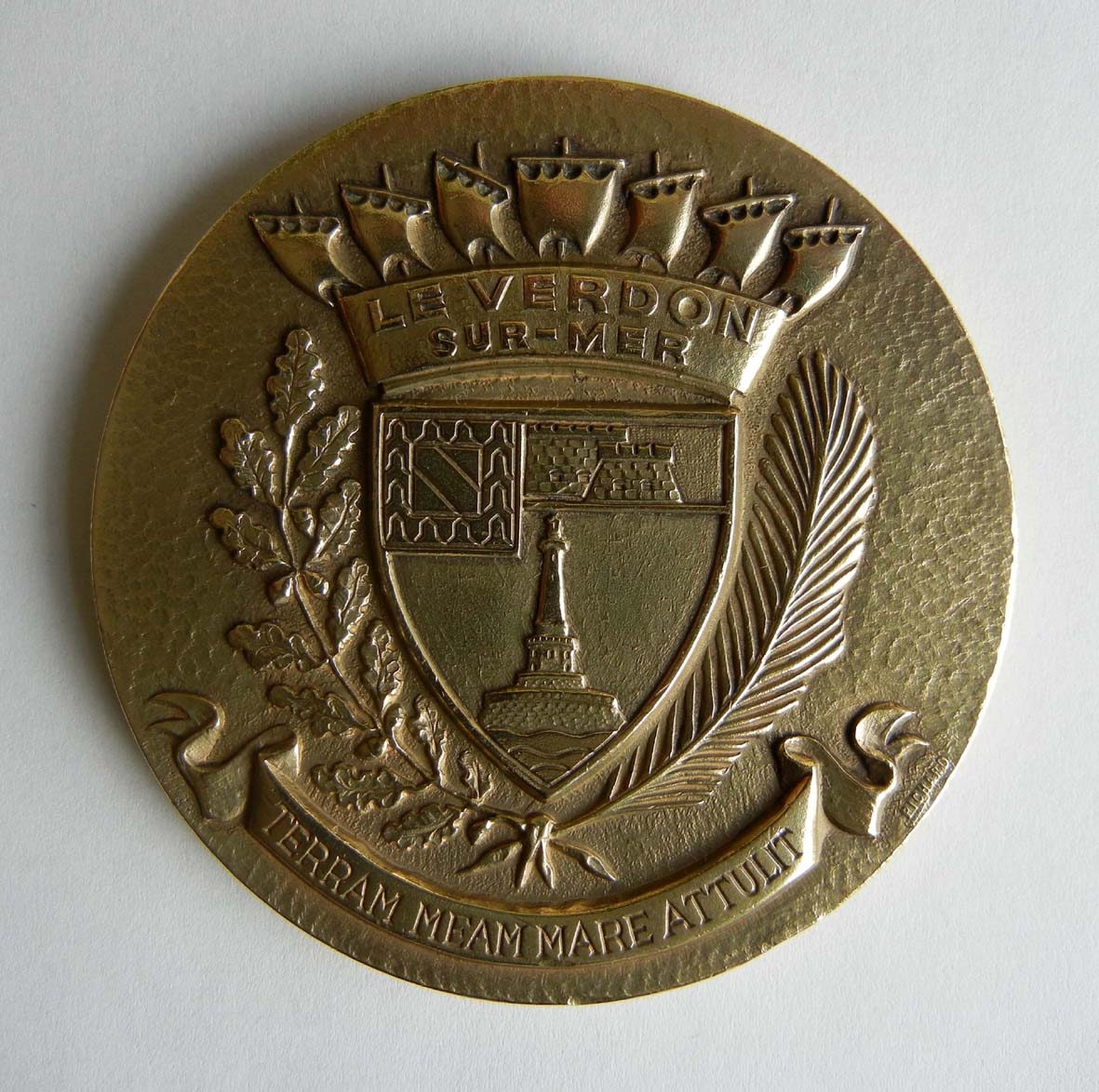
Médaille du Verdon-sur-Mer avec sa devise : Terram meam mare attulit.

| Armes | Les armes du Verdon-sur-Mer se blasonnent ainsi : D'azur au phare d'argent posé sur une mer du même, au chef de gueules à la muraille d'argent maçonnée de sable issant de la partition, au franc-quartier de gueules à la bande d'or, à la bordure vairée. |

Devise : Terram meam mare attulit (ma terre vient de la mer)